# Benfica Lisbonne
Cet article concerne la section football du club. Pour les autres sections, voir Sport Lisboa e Benfica (omnisports).
« Benfica » redirige ici. Pour les autres significations, voir Benfica (homonymie).
Maillots
Actualités
Le Sport Lisboa e Benfica, également appelé SL Benfica ou simplement Benfica, est un club de football basé à Benfica, quartier de la capitale portugaise Lisbonne.
Il s'agit de la section football du club omnisports de même nom, présidé par Rui Costa depuis 2021 et entraîné par Bruno Lage depuis 2024, qui évolue en 1re division portugaise et qui joue ses matchs à domicile à l'Estadio da Luz.
Fondé le 28 février 1904, Benfica est l'un des trois « Grands » du Portugal (Os Três Grandes) avec ses rivaux du Sporting Portugal (également de Lisbonne) et du FC Porto, le principal club de Porto, l'autre grande ville du pays.
Membre fondateur de la Ligue Nationale portugaise en 1934, Benfica n'a jamais quitté la première division. Les joueurs du club jouent en rouge et blanc et sont surnommés Águias (Les Aigles) ou Encarnados (Les Rouges), et leurs supporters sont appelés Benfiquistas. L'hymne du club est Ser Benfiquista et sa devise est la locution latine E Pluribus Unum (« Un seul à partir de plusieurs »).
En 2025, Benfica est le club avec le plus d'abonnés au monde et compte plus de 392 000 membres devant le Bayern Munich, c'est le premier club sportif au monde à atteindre cette marque,,. C'est également le club portugais le plus supporté et détient en 2012 le record européen du plus grand pourcentage de supporters dans son propre pays (47%),.
C'est aussi le club portugais qui détient le plus de titres nationaux (85) pour un total de 88 trophées, en comptant les deux victoires en Ligue des champions et celle en Coupe Latine. Benfica détient le record de 38 titres de champion et a remporté 26 Coupes du Portugal, 8 Coupes de la Ligue et 10 Supercoupes du Portugal, également meilleures performances nationales. Le club est, au niveau mondial, dixième en nombre de championnats nationaux remportés.
Au niveau international, Benfica est vainqueur d'une Coupe Latine en 1950 et de deux coupes d'Europe des clubs champions en 1961 et en 1962. Finaliste en 1963, 1965, 1968, 1988 et 1990 dans la même compétition mais aussi en Coupe UEFA/Ligue Europa en 1983, 2013 et 2014. Benfica est ainsi le septième club européen en nombre de finales européennes disputées avec 10 participations.
Le club est classé douzième club du XXe siècle par la FIFA en 2000 et neuvième selon le classement de l'International Fédération of Football History & Statistics de 2009.

## Histoire

### Création duGrupo Sport Lisboale 28 février 1904

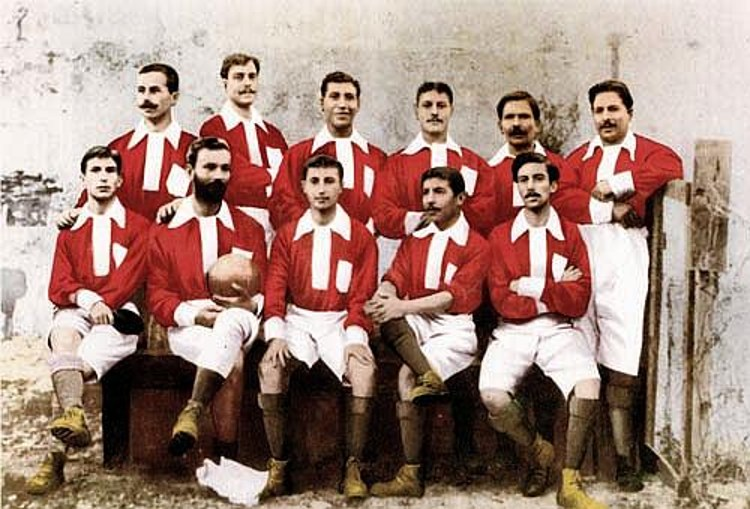
Benfica en 1904.

Le 28 février 1904 se tient une réunion des jeunes de Belém, dans les environs de Lisbonne, et d'anciens élèves de la Real Casa Pia de Lisbonne, à la Farmácia Franco (Pharmacie Franco), située sur la Rua de Belém dans la partie sud-ouest de Lisbonne, cette réunion entérine la création d'un nouveau club de football, le Grupo Sport Lisboa.
24 personnes assistent à cette réunion, y compris le cofondateur Cosme Damião. Lors de cette réunion, José Rosa Rodrigues est nommé président du club, avec Daniel Brito comme secrétaire, Manuel Gourlade comme trésorier et Jean Martinho comme responsable du pôle des sports.

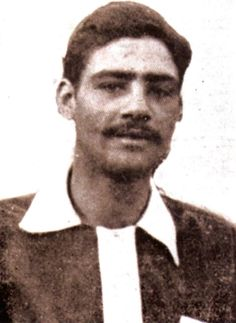
Cosme Damiao créateur du Benfica

Le premier match est joué en janvier 1905. Malgré des victoires dans les premières années, le club souffre de conditions matérielles difficiles. En conséquence, en 1907, plusieurs joueurs de l'équipe première rejoignent le Sporting Clube de Portugal, également situé à Lisbonne.

### Fusion du Grupo Sport et du Sport Clube: naissance du SL Benfica et premiers pas (1910-1940)
En septembre 1908, le Grupo Sport Lisboa fusionne avec le Sport Clube de Benfica  pour former le Sport Lisboa e Benfica, qui est depuis cette date le nom officiel du club.
Le nouveau club conserve du Grupo Sport Lisboa l'équipe de football, le maillot aux couleurs rouge et blanc, le symbole de l'aigle ainsi que la devise latine E Pluribus Unum. Du Sport Clube de Benfica, il conserve le terrain de football et les principaux dirigeants, et la roue de bicyclette qui vient compléter le logo du Grupo Sport Lisboa.
En octobre 1908, un mois après l'accord, le club remporte le premier match contre le Sporting Clube de Portugal.
Puis, lors de la saison 1909-1910, Benfica met fin au règne du Carcavelos Club en tant que champion de Lisbonne. En outre, cette saison est prolifique, puisque le club remporte trois championnats régionaux, établissant ainsi un record.

### Années 1940: nette domination nationale partagée avec le Sporting Lisbonne
Les années 1940 ont vu la nette domination du Benfica et du Sporting Lisbonne dans le championnat national dans une mesure jamais vue auparavant : en effet, entre 1941 et 1949, les deux clubs sont classés soit premier ou deuxième.
Durant cette période, Benfica et Sporting ont gagné chacun quatre titres.

### Années 1950: découverte du football européen
En 1950, le Benfica Lisbonne remporte sa 1re coupe internationale majeure avec la conquête de la Coupe Latine : après avoir surmonté la Lazio en demi-finale, Benfica rencontre les Girondins de Bordeaux en finale et, après une égalité de 3 buts partout, le match est répété une semaine plus tard, aucun but n'ayant été marqué après 120 minutes, le match continua jusqu'à ce que Benfica ne l'emporte à la mort subite à la 146e minute. Le capitaine Rogério Pipi soulève alors le premier trophée international du club.
En 1954 arrive un moment crucial dans l'histoire du club, avec une forte contribution de nombreux membres et sympathisants: le Benfica construit l'Estádio da Luz, inauguré le 1er décembre 1954, et disposant d'une capacité initiale de 50 000 spectateurs, qui sera portée jusqu'à 127 000, où ils jouent jusqu'en 2003.
Lors de la saison 1954-1955, Benfica a remporté le championnat, après 4 championnats consécutifs gagnés par le Sporting Portugal. Lors de la saison 1956-1957, Benfica est à nouveau champion, ce qui lui permettra de participer pour la première fois de son histoire à la Coupe d'Europe des clubs champions la saison suivante.
En plus de tous ces succès, Benfica a été en mesure d'entrer dans les années 1960 avec l'une des meilleures équipes en Europe.

### Années 1960: champions d'Europe à deux reprises et domination sur la scène nationale
Pour la nouvelle décennie, l'Estádio da Luz a été agrandi pour avoir une capacité passant de 50 000 à 80 000 spectateurs.
Benfica a été champion national lors des saisons 1959-1960 et 1960-1961, mais plus que cela, c'est la première fois de son histoire que les Aigles accèdent à la finale de la Coupe d'Europe des clubs champions en 1961, contre l'équipe de Barcelone. Dans un très grand match, Benfica gagne avec son entraineur Béla Guttmann 3-2 et remporte sa première Coupe d'Europe.

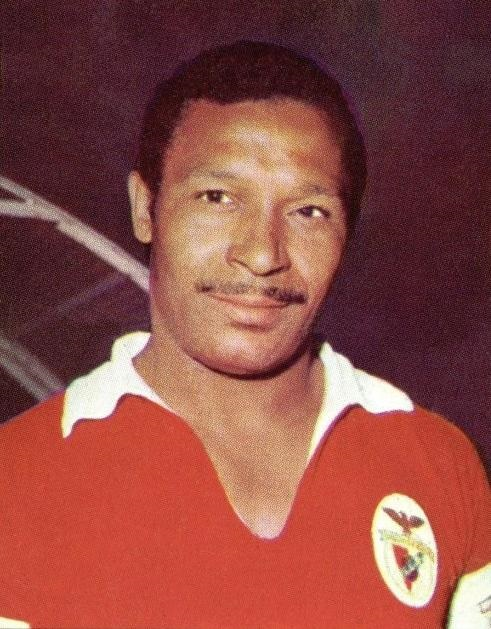
Mário Coluna, cinq fois finaliste de la Coupe d’Europe des clubs champions entre 1961 et 1968 (ici capitaine en 1968).

L'année suivante, Eusébio arrive au club mais Benfica ne va pas au-delà de la 3e place en championnat. Benfica atteint de nouveau la finale de la Coupe d'Europe des clubs champions contre le Real Madrid et l'emporte (5-3). Les Portugais avaient pourtant mal commencé cette finale, menés 3-2 à la pause grâce à un triplé de Ferenc Puskás. Mais Mário Coluna égalisa pour les Lisboètes et la star montante Eusébio scellait le sort de la partie avec deux frappes surpuissantes qui offrirent la victoire au club lisboète.
Avec l'entraîneur Fernando Riera, Benfica remporte le championnat en 1962/63, et accède à nouveau à la finale de la Coupe d'Europe des clubs champions mais est cette fois-ci vaincu par l'AC Milan (1-2), avec une blessure de Mário Coluna qui fut cruciale dans le déroulement du match.
Lors de la saison suivante 1963/1964, le SL Benfica remporte le championnat et la Coupe du Portugal avec notamment une large victoire 6-2 contre l'éternel rival, le FC Porto. Lors de la saison 1964/65, Benfica est Tricampeão (Trois championnats remportés à la suite).
Pour la quatrième fois au cours des cinq dernières années, Benfica est en finale de Coupe d'Europe des clubs champions. Les Encarnados prirent tous les points au mérite artistique. Benfica, mené par Eusébio, s'imposa largement face au Real Madrid (5-1) au Estádio da Luz, en quart de finale, puis ils récidivèrent 5-0 contre le Vasas SC en demi-finale. Mais, en finale contre l'Inter Milan, Benfica est handicapé par des conditions météorologiques qui ont considérablement gêné leur jeu de passes, puis par le but de Jair inscrit juste avant la pause. La chance avait été du côté italien à partir du moment où l'UEFA leur avait permis de jouer la finale à domicile.
Le matin du 5 décembre 1966, le club est marqué par une tragédie. Souhaitant se relaxer après une victoire en championnat la veille contre Sanjoanense, les joueurs de Benfica utilisent un nouveau jacuzzi conçu spécialement pour les sportifs. Sept joueurs, Luciano, Eusébio, Jaime Graça, Joaquim Santana, Domiciano Cavém, Malta da Silva et José Carmo Pais se baignent dedans. Le dispositif électrique court-circuite après 30 minutes d'utilisation. Jaime Graça, électricien de formation, même pris de convulsions parvient à s'extraire du bain et à arrêter l'alimentation. Eusébio et Santana sont victimes de graves brûlures, Cavém, Malta da Silva et Carmo Pais s'effondrent immédiatement avant d'être réveillés plus tard à l'hôpital. Luciano meurt immédiatement sous l'eau. En fin de saison, les joueurs remportent le championnat en sa mémoire. En janvier, alors que le club participe à une tournée au Chili pour rendre hommage à Luciano, le joueur Augusto Silva subit un accident vasculaire cérébral sous la douche. Rapidement mené à l'hôpital, il se réveille plus tard mais garde des séquelles lourdes qui l'empêchent de continuer sa carrière.
En 1967-1968, Benfica accède une nouvelle fois au stade de la finale de la coupe d'Europe des clubs champions : Benfica devint ainsi la première équipe à se qualifier en bénéficiant de la nouvelle règle des buts inscrits à l'extérieur. Grâce à cela, le club lisboète élimina le Glentoran FC au premier tour avant de s'imposer face à l'AS Saint-Etienne, au Vasas SC puis à la Juventus en demi-finale. La chance tourna alors le dos aux Portugais en finale à Wembley, de la même manière que lors de la demi-finale de Coupe du monde FIFA du Portugal face à l'Angleterre deux ans plus tôt. Une parade d'Alex Stepney en fin de match face à Eusébio amena à la prolongation, Jaime Graça ayant auparavant ramené les deux équipes à égalité à la suite de l'ouverture du score de Bobby Charlton à la 54e minute. Dès que Charlton, rescapé de Munich, inscrivit un second but, le résultat ne fit alors plus aucun doute. Les frappes de George Best et de Brian Kidd n'étaient que de simples cerises sur le pudding.
Lors de la saison 1968-1969, Benfica remporte le championnat et gagne la Coupe du Portugal face à l'Académica de Coimbra.
Lors de la saison 1969-70, le club remporte une nouvelle Coupe du Portugal en s'imposant en finale (3-1) face au Sporting Portugal.

### Années 1970: l'ère Jimmy Hagan et difficultés économiques liées à la révolution des Œillets

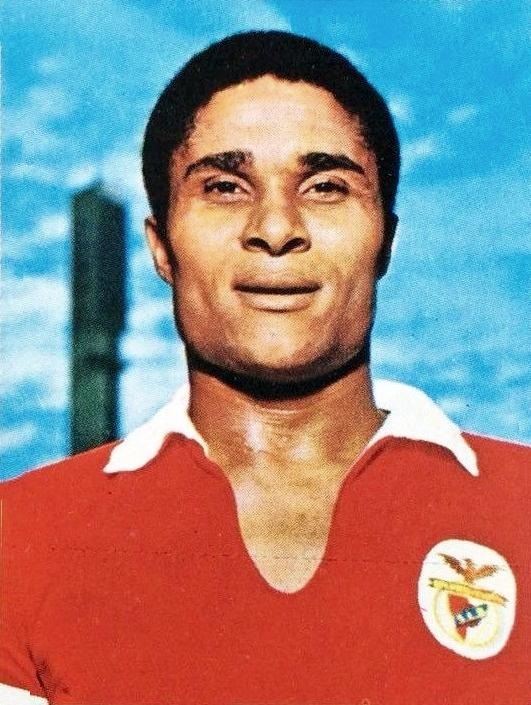
Eusebio avec le maillot du Benfica, en 1973.

En 1970 arrive au club un entraîneur anglais, Jimmy Hagan, qui gagna trois Championnats et une Coupe du Portugal avec Benfica. En 1970-71, Benfica rattrape un grand retard sur le Sporting en championnat, et finit par l'emporter.
L'année suivante, lors de la saison 1971/72, Benfica gagne le championnat et la Coupe du Portugal. La finale s'est révélée être l'une des plus émotives de tous les temps, avec une victoire (3-2) en prolongation grâce à un triplé d'Eusébio sur son éternel rival, le Sporting Portugal. Benfica brilla aussi en Europe, avec une glorieuse victoire 5-1 contre Feyenoord, mais le parcours européen se termine en demi-finale de la Coupe d'Europe des clubs champions, face à l'Ajax Amsterdam de Johan Cruyff.
En 1972-1973, avec 28 victoires, 2 nuls et 0 défaite et 101 buts marqués pour seulement 13 encaissés, Benfica devient le meilleur champion de l'histoire du football portugais. Benfica fut le premier champion invaincu de l'histoire du football portugais.
Cependant, Jimmy Hagan quitte le SL Benfica au début de la saison suivante et en 1973-1974, Benfica ne gagne aucun titre. C'est alors qu'a lieu la révolution des Œillets, qui a des implications pour les Encarnados : Benfica perd les colonies comme champ de recrutement (le Benfica utilisait seulement des joueurs portugais) et les difficultés économiques qui affectent le pays ont aussi une incidence sur le club lisboète. C'est ainsi la première fois que le club est obligé de vendre ses meilleurs joueurs à l'étranger. Quoi qu'il en soit, Benfica gagne par la suite trois championnats d'affilée, de 1975 à 1977, remportant ainsi 14 championnats en dix-huit ans.
Toutefois, entre 1978 et 1980, Benfica reste trois ans sans gagner le championnat. Pour la saison 1977-1978, et ce malgré son invincibilité une nouvelle fois, Benfica perd le titre aux dépens du FC Porto à la différence de buts. Pour la saison 1978-1979, le club termine en deuxième place à un point du titre et pour la saison 1979-1980, le club finit à la troisième place.

### Années 1980: l'ère Eriksson, révolution du football portugais
Benfica commence les premières années de la décennie 1980 par des succès nationaux, un Championnat, une Coupe du Portugal et une Supercoupe du Portugal, la première de l'histoire du club.
Cependant, Benfica ne gagne aucun titre lors de la saison 1981-1982 et le club décide de changer d'entraineur en nommant le jeune technicien suédois Sven Göran Eriksson. Ce dernier va révolutionner le football lisboète et, par extension, le football portugais: avec de nouvelles méthodes modernes pour l'époque, et soutenue par une foule de grands joueurs, Benfica remporte plusieurs titres, deux Championnats d'affilée (1983 et 1984) et une Coupe du Portugal en s'imposant 1-0 contre le FC Porto.
En Europe, Benfica atteint la finale de la Coupe UEFA 1982-1983, face à Anderlecht, mais s'incline 2-1 face aux Belges sur une rencontre aller-retour (1-0 à Bruxelles et 1-1 à Lisbonne)
Après deux ans passés au club en ayant remporté deux championnats et une coupe du Portugal, Eriksson quitte Benfica pour aller à l'AS Roma.
Les saisons post Eriksson sont difficiles et les Aigles ne gagnent pas le championnat durant deux ans au profit de Porto. Cependant, Benfica gagne trois coupes du Portugal d'affilée (1985, 1986, 1987) ainsi qu'une Supercoupe du Portugal. L'Estádio da Luz est agrandi en 1985, sa capacité de spectateurs atteint le chiffre impressionnant de 127 000 places, ce qui en fait le plus grand stade d'Europe à cette époque.
En 1987-1988, Benfica ne gagne pas le championnat, mais brille en Europe, atteignant, 20 ans après la finale de Wembley en 1968, la finale de la Coupe des clubs champions : dans un match très dur physiquement, Benfica finit par perdre la finale aux tirs au but face au PSV Eindhoven (0-0, 6-5 tab).
Lors de la saison 1988-89, Benfica récupère le titre de Champion du Portugal, et en 1989/90, Eriksson est de retour au club de la capitale : Benfica atteint à nouveau la finale de la Coupe des clubs champions, mais, une fois de plus, perd en finale, contre l'AC Milan (1-0).

### 1990-2000: décennie marquée par une profonde crise financière
Benfica termine la saison 1990-91 avec un championnat remporté de manière presque parfaite en comptabilisant 32 victoires, 5 nuls et une seule défaite, dans lequel le titre a été obtenu grâce à une victoire à Porto (2-0) avec deux buts marqué par César Brito.
Cependant, Benfica ne gagne rien la saison suivante, marquée par un seul fait d'armes, une victoire sur les Anglais d'Arsenal à Highbury 3-1, en Ligue des champions. Eriksson quitte le club à la fin de saison.
La saison suivante, malgré une équipe pleine de talent, le titre échappe une nouvelle fois à Benfica qui gagne tout de même une Coupe du Portugal en battant en finale Boavista (5-2).
En 1993-1994, Benfica remporte le 30e Championnat de son histoire, avec, alors que le titre était pratiquement assuré, une victoire écrasante 6-3 au Sporting. Cependant, cette année marque un tournant pour le club, car les difficultés économiques entrainent Benfica dans une profonde crise financière et sportive, qui durera jusqu'au début du XXIe siècle.

### L'ère Luis Felipe Vieira (2001-2021)

#### Années 2000-2010: débuts de la présidence Vieira
L’homme d’affaires Luis Filipe Vieira intègre la structure du SLB en 2001, comme responsable de la cellule football professionnel. Deux ans plus tard, il est élu 33e président des Aigles.

Lors de la saison 2003-2004, une tragédie frappa le club lisboète: le 25 janvier 2004, lors du match contre le Vitória Guimarães, le jeune attaquant international hongrois Miklós Fehér s'effondre en plein match après avoir reçu un carton jaune de l'arbitre. Victime d'une attaque cardiaque, il meurt à l'âge de 24 ans. À la suite de ce tragique évènement qui émeut le pays, le Benfica Lisbonne pris la décision de ne plus jamais attribuer le numéro 29 que portait ce joueur, afin de lui rendre hommage.

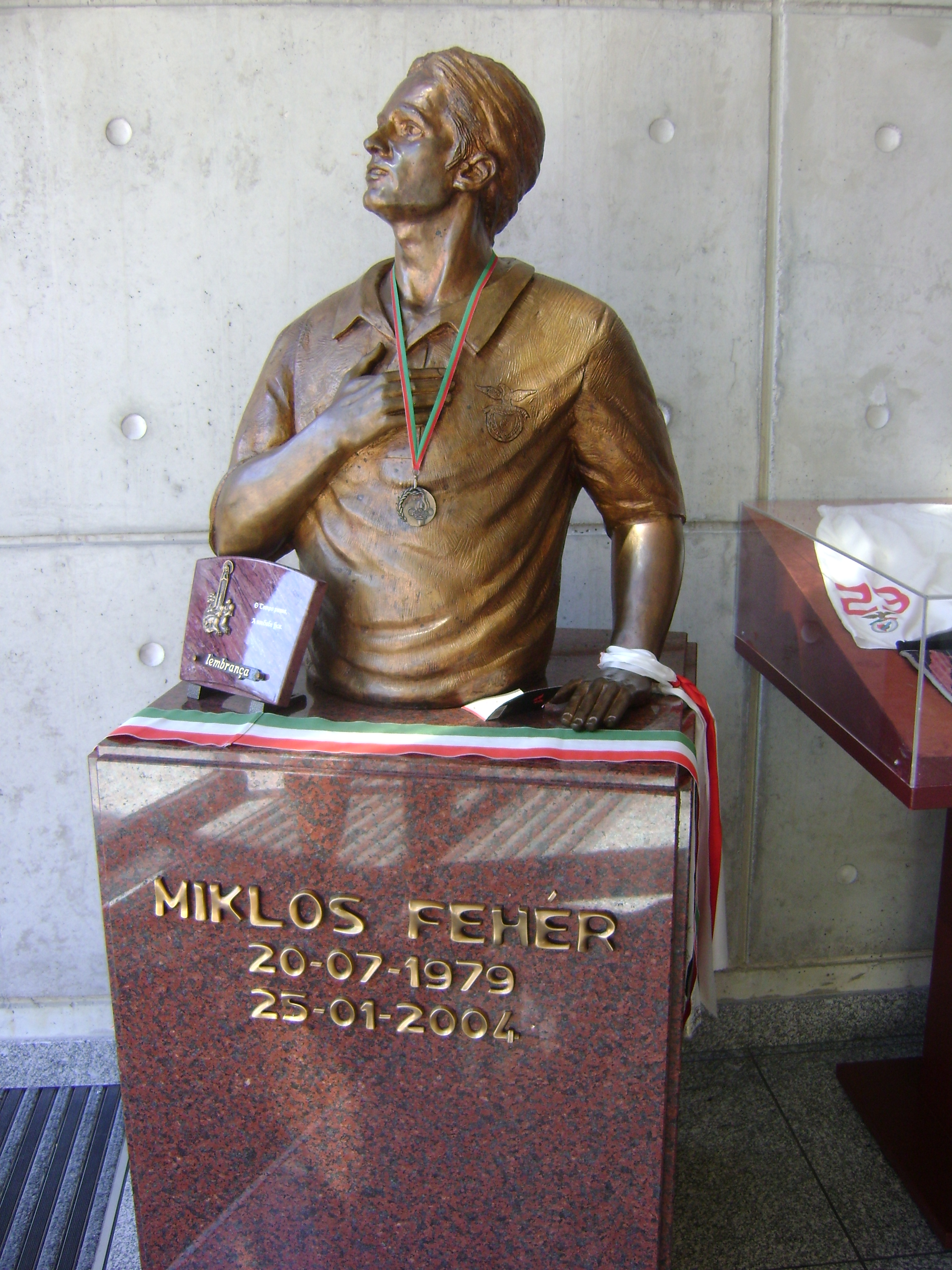
Mémorial de Miklós Fehér décédé lors d'un match contre le Vitória Guimarães.

Lors de la saison 2004/2005, Benfica remporte son 31e titre de Champion du Portugal et brise enfin la domination du Futebol Clube do Porto. Les dirigeants du club rendent hommage à Fehér et remettent en main propre la médaille de champion national à ses parents.
À l'issue de la saison 2008-09, Benfica choisit Jorge Jésus comme entraineur, en provenance du SC Braga pour succéder à Quique Flores. Lors de la saison 2009-2010, l'arrivée de Javier Saviola, de Javi Garcia et de Ramires permettent à Benfica de rêver à nouveau au sacre détenu par le FC Porto. Le Championnat commence par un partage à domicile face au Maritimo (1-1). Le 31 août 2009, Benfica l'emporte 8-1 face au Vitoria Setubal. Lors de la 9e journée, Benfica perd son premier match face à une équipe qui se révèlera être un concurrent au titre, le SC Braga. En Ligue Europa, Benfica termine premier du groupe devant Everton. Par la suite, Benfica se hisse en quart de finale en ayant éliminé l'Olympique de Marseille au tour précédent. Cependant, Liverpool élimine Benfica (1-2 et 3-1). Le championnat se révèle être une lutte à deux entre Braga et Benfica. Cependant Benfica l'emporte face à Braga 1-0 lors de la 24e journée et termine premier, s'assurant ainsi son 32e titre de champion national. Benfica remporte également sa deuxième coupe de la Ligue face à Porto en l'emportant sur le score de 3-0.

#### 2010-2013: saisons noires sur le plan national et européen
La saison 2010-2011 commence par l'achat du gardien espagnol Roberto pour 7,5 millions d'euros, en provenance de Saragosse, tandis que Ramires quitte le club et est acheté par Chelsea pour 22 millions d'euros.
Le premier match de la saison est la Supercoupe du Portugal face à l'éternel rival, le FC Porto qui va défaire les Lisboètes sur un score de 2-0 et Benfica commence le championnat par deux défaites d'affilée. Le 7 novembre 2010, Benfica perd 5-0 face à Porto et s'éloigne encore plus de la première place. En Ligue des champions, Benfica termine troisième du groupe derrière Lyon et Schalke 04 et est reversé en Ligue Europa. Lors du mercato hivernal, le défenseur brésilien David Luiz est acheté par Chelsea pour 25 millions d'euros. En quart de finale européenne, Benfica s'impose face au PSV (4-1; 2-2) et affrontera le SC Braga en demi finale. Pour la coupe du Portugal, Benfica jouera contre le FC Porto. Malgré une victoire des Aigles sur le score de 2-0 chez l'ennemi, une défaite 3-1 à domicile met fin aux espoirs de finale. Benfica remporte une nouvelle fois la Coupe de la Ligue face au Paços Ferreira (2-1). En Ligue Europa, Benfica se défait de Braga au match aller (2-1) mais perd le match retour (1-0) et est privé d'une finale contre le FC Porto. Benfica termine à la deuxième place du championnat.
La saison 2012-2013 est une saison noire pour le Benfica, le club perd le championnat lors des arrêts de jeu face au FC Porto (défaite 2-1). Quelques jours plus tard, les Aigles s'inclinent en finale de la Ligue Europa toujours dans les arrêts de jeu face à Chelsea (défaite 1-2).

#### 2013-2014: une saison marquée par le décès des légendes Eusébio et Coluna
Lors de la saison 2013-2014, Benfica commence le championnat par une défaite contre le Maritimo (1-2). Au fil du championnat, le Benfica monte en puissance et termine champion du Portugal à trois journées de la fin du championnat.
Le 5 janvier 2014, Eusébio, l'icône et légende du club décède et un hommage national lui est rendu. Quelques semaines plus tard, c'est Mário Coluna, une autre légende du club lisboète qui décède.
En Ligue Europa, Benfica bat la Juventus et se qualifie pour la finale pour la seconde année consécutive. Avant la finale, le club pointe au 6e rang du classement UEFA des clubs, calculé sur les cinq dernières saisons. La finale se joue contre le FC Séville, au Juventus Stadium à Turin, le 14 mai 2014 et le match se termine par la victoire du FC Séville aux tirs au but, les deux équipes n'ayant pas réussi à marquer. Lors des tirs au but, les joueurs du FC Séville réalisent un sans faute, tandis qu'Óscar Cardozo et Rodrigo voient leurs tirs être repoussés par le gardien portugais du FC Séville Beto. C'est finalement Kevin Gameiro qui marque le penalty de la victoire, le FC Séville s'impose aux tirs au but (4-2).

#### 2015-2020: partage des titres avec le FC Porto
Pour la saison 2014-2015, le technicien portugais Rui Vitória est nommé en remplacement de Jorge Jésus. Le club remporte cette saison un quatrième titre consécutif en Championnat, une Coupe du Portugal, une Coupe de la Ligue et la Supercoupe du Portugal.
A l'issue de la saison 2016-2017, Benfica remporte son 36e titre de champion national.
Après des résultats négatifs lors de la saison 2018-2019, l'entraîneur Bruno Lage a été nommé et a mené Benfica à son 37e titre de champion tout en réalisant le meilleur deuxième tour de tous les temps de la ligue puis a ensuite battu le Sporting CP (5-0) en Supercoupe.

### Depuis 2021: nouveau départ avec Rui Costa à la tête du club

#### 2021-2022: crise sanitaire et changement de présidence
À la suite du licenciement de Bruno Lage, le technicien Jorge Jésus est revenu pour la saison 2020-2021 dans le cadre des plus grosses dépenses du football portugais, au milieu de la pandémie de COVID-19. Malgré cela, les Aigles ont été éliminés au troisième tour de qualification de la Ligue des champions, ont perdu une Super Coupe, ont terminé troisième du championnat et ont perdu une finale de Coupe du Portugal pour la deuxième fois consécutive.
À la suite de la démission du président Luís Filipe Vieira en juillet 2021 qui dirigeait alors le club depuis près de 20 ans, Rui Costa devient le nouveau président du club. Cependant, Benfica n'a remporté aucun trophée lors de la saison 2021-2022, atteignant les quarts de finale de la Ligue des champions et terminant de nouveau troisième en championnat.

#### Retour à la compétition et arrivée de Roger Schmidt (2022-2024)
Pour la saison 2022-2023, le technicien allemand Roger Schmidt est nommé entraineur du club. Ce dernier donne un nouveau souffle aux Aigles avec notamment l'apparition et la titularisation de jeunes joueurs talentueux tels que Gonçalo Ramos ou encore António Silva, qui ont notamment tous deux été sélectionnés pour la Coupe du monde 2022 au Qatar.
Pour l'édition 2022-2023 de la Ligue des champions, le tirage au sort a placé le Benfica Lisbonne dans le groupe H considéré comme l'un des groupes de la mort, en compagnie du Paris Saint-Germain, de la Juventus de Turin et du Maccabi Haïfa. Faisant figure d'outsider, les Aigles terminent premiers de leur groupe en s'imposant à deux reprises face au Maccabi Haïfa (2-0 à l'aller et 1-6 au retour) et également face à la Juventus (victoire 1-2 à l'aller et une spectaculaire victoire 4-3 au retour). Face au club parisien, Benfica concède le nul à deux reprises. À l'issue de la phase de poule, le Paris Saint-Germain et le SL Benfica se retrouvent alors à égalité parfaite : pour la première fois de l'histoire de la compétition, les deux équipes ont été départagées au classement selon le 7e critère qui prévoit « Le plus grand nombre de buts marqués à l’extérieur dans tous les matches du groupe », qui donne alors l'avantage au Benfica Lisbonne. Lors des huitièmes de finale, les Aigles héritent du Club Bruges qu'ils éliminent sans difficulté (2-0 ; 5-1). En quarts de finale, le club lisboète rencontre l'Inter Milan : après s'être incliné à domicile lors du match aller (0-2), les Aigles accrochent les Italiens lors du match retour à Milan en toute fin de rencontre (3-3) et sont ainsi éliminés aux portes des demi-finales.
Le 27 mai 2023, lors de l’ultime journée, Benfica s’impose face à Santa Clara (3-0) et remporte ainsi son 38e titre de champion national.
Pour conclure cette saison réussie, les Aigles remportent le 9 août 2023 leur neuvième Supercoupe du Portugal en s'imposant face à leur rival du FC Porto (2-0), notamment grâce à un but d'Angel Di Maria, recruté lors du mercato estival et qui effectue son grand retour sous les couleurs du Benfica, 13 ans après l'avoir quitté.
Lors de la saison 2023-2024, Les Aigles commencent la saison par une défaite contre Boavista FC (3-2) puis enchaînent une série de 22 matchs sans défaite en championnat. En Ligue des champions, ils vont terminer troisième de leur groupe et être ensuite reversés en Ligue Europa où ils vont achever leur parcours lors des quarts de finales contre l'OM. La suite de la saison ne va pas sourire au Benfica qui va laisser le Sporting CP devenir champion du Portugal lors de la 32ème journée contre FC Famalicão (2-0). Benfica va donc terminer deuxième du championnat.
Depuis 2024 : Départ de Roger Schmidt et retour de Bruno Lage
La saison 2024-2025 débute mal pour Benfica qui va s'incliner lors de la première journée du championnat contre FC Famalicão (2-0) . Le début de saison poussif va contraindre la direction à licencier Roger Schmidt. Le club décide de nommer Bruno Lage (passé par le club de 2019 à 2020) comme remplaçant.
Les Aigles remportent en janvier 2025 leur huitième Coupe de la Ligue en s'imposant face à leur rivaux du Sporting CP (1-1; tab 7-6).

## Palmarès et évènements clés

### Dates et événements clés
- 28 février 1904 : Fondation du club sous le nom Grupo Sport Lisboa.
- 1908 : Fusion avec le Sport Clube de Benfica (fondé en 1904) et adoption du nom de Sport Lisboa e Benfica.
- 1934 : Création de la Super Liga dont Benfica est l'un des membres fondateurs.
- 1936 : Le SL Benfica remporte son premier championnat national.
- 1960 : Le SL Benfica remporte son 10e titre de champion du Portugal.
- 31 mai 1961 : Le SL Benfica remporte la première Coupe des champions de son histoire face au FC Barcelone en s'imposant 3-2.
- 2 mai 1962 : Le SL Benfica remporte sa deuxième Coupe des champions contre le Real Madrid en s'imposant 5-3.
- 1973 : Le SL Benfica remporte son 20e titre de champion du Portugal.
- Novembre 2006 : Entrée dans le livre des records comme le club au monde ayant le plus de Sócios. Avec 160 000 Sócios à travers le monde, Benfica devance Manchester United et le Bayern Munich.
- 1994 : Le SL Benfica remporte son 30e titre de champion du Portugal.
- 22 mai 2007 : Introduction du SL Benfica en bourse à Lisbonne au cours de 5 euros par action, de ce fait 15 millions d'actions du Benfica SAD circulent à la bourse de Lisbonne.
- 29 septembre 2009 : Le SL Benfica enregistre son 200 000e Sócio.
- 5 janvier 2014 : Décès de la légende du club Eusébio[43].
- 25 février 2014 : Décès de la légende du club Mário Coluna.
- 3 juillet 2019 : Vente record de João Félix à l'Atlético Madrid pour 126 millions d'euros.
- 27 mai 2023 : Le SL Benfica remporte son 38e titre de champion national.

### Titres et trophées
Benfica est le club le plus titré du Portugal, en ayant remporté 38 Championnats du Portugal, 26 Coupes du Portugal, 3 Campeonatos de Portugal (Ancienne compétition et ancêtre de la coupe du Portugal, réalisée entre 1921/22 et 1937/38), 8 Coupes de la Ligue, 10 Supercoupes du Portugal, 2 Ligues des champions (sous l'appellation Coupe d'Europe des clubs champions européens) et 1 Coupe Latine depuis que la FIFA et l'UEFA en ont valider le statut officiel.
Les 3 étoiles présentes sur le maillot symbolisent la trentaine de championnats remportés jusqu'à présent.
Benfica compte 64 participations dans les compétitions européennes menées par l'UEFA, depuis l'introduction de la Coupe des champions en 1955 et atteint les quarts de finale 34 fois dans son histoire, ce qui fait du club portugais le sixième club européen avec le plus de présences dans les compétitions de l'UEFA.
Le club reste sur une série de huit finales perdues en coupe d'Europe depuis sa dernière victoire en 1962 : cinq fois en Coupe des clubs champions européens et trois en Coupe UEFA/Ligue Europa.
| Compétitions nationales | Compétitions internationales | Autres compétitions                                                                                  | Tournois amicaux prestigieux |
| --- | --- | --- | --- |
| - Championnat du Portugal (38) - Champion : 1936, 1937, 1938, 1942, 1943, 1945, 1950, 1955, 1957, 1960, 1961, 1963, 1964, 1965, 1967, 1968, 1969, 1971, 1972, 1973, 1975, 1976, 1977, 1981, 1983, 1984, 1987, 1989, 1991, 1994, 2005, 2010, 2014, 2015, 2016, 2017, 2019, 2023 - Vice-champion : 1944, 1946, 1947, 1948, 1949, 1952, 1953, 1956, 1959, 1966, 1970, 1974, 1978, 1979, 1982, 1986, 1988, 1990, 1992, 1993, 1996, 1998, 2003, 2004, 2011, 2012, 2013, 2018, 2020, 2024 et 2025 - Coupe du Portugal (26) - Vainqueur : 1940, 1943, 1944, 1949, 1951, 1952, 1953, 1955, 1957, 1959, 1962, 1964, 1969, 1970, 1972, 1980, 1981, 1983, 1985, 1986, 1987, 1993, 1996, 2004, 2014, 2017 - Finaliste : 1939, 1958, 1965, 1971, 1974, 1975, 1989, 1997, 2005, 2013, 2020, 2021 et 2025 - Coupe de la Ligue portugaise (8) - Vainqueur : 2009, 2010, 2011, 2012, 2014, 2015, 2016, 2025 - Finaliste : 2022 - Supercoupe du Portugal (10) - Vainqueur : 1980, 1985, 1989, 2005, 2014, 2016, 2017, 2019, 2023, 2025 - Finaliste : 1981, 1983, 1984, 1986, 1987, 1991, 1993, 1994, 1996, 2004, 2010, 2015, 2020 - Championnat du Portugal (3) (Campeonato de Portugal en portugais) - Vainqueur : 1930, 1931, 1935 | - Coupe d'Europe des clubs champions / Ligue des champions (2) - Vainqueur : 1961, 1962 - Finaliste : 1963, 1965, 1968, 1988, 1990 - Coupe UEFA / Ligue Europa (0) - Finaliste : 1983, 2013, 2014 - Coupe intercontinentale (0) - Finaliste : 1961, 1962 - Coupe Latine (1) - Vainqueur : 1950 - Finaliste : 1957 | - Taça Ribeiro dos Reis (3) - Vainqueur : 1964, 1966 et 1971 - Coupe Ibérique (1) - Vainqueur : 1983 | - Dubaï Cup (1) - Vainqueur : 2007 - Eusébio Cup (6) - Vainqueur : 2009, 2011, 2012, 2022, 2024, 2025 - International Champions Cup (1) - Vainqueur : 2019 - Petite Coupe du Monde des Clubs (1) - Vainqueur : 1965 - Tournoi d'Amsterdam (1) - Vainqueur : 2009 - Tournoi de Paris (1) - Vainqueur : 1979 - Trophée Ciudad de Vigo (1) - Vainqueur : 1989 - Trophée Ibérique (2) - Vainqueur : 1969, 1973 - Trophée Ramón de Carranza (2) - Vainqueur : 1963, 1971 - Trophée Teresa-Herrera (1) - Vainqueur : 1987 |

Victoires dans d'autres tournois mineurs
- Algarve Football Cup (éditions 2001 à 2013 comme Tournoi du Guadiana) (7) : 2002, 2007, 2009, 2010, 2011, 2016, 2017[47]
- Coupe Crédit Agricole (1): 2012[48]
- Coupe Oliveti (1) : 1949[49]
- Coupe Général Craveiro Lopes (1): 1952[50]
- Coupe International de Pâques (1) : 1925[51]
- Cuadrangular Copa João Havelange (1) : 1974[52]
- Mémorial Mario Cecchi Gori (1) : 1996[53]
- Middlesbrough Trophy (1) : 1988[54]
- Pepsi Cup (édition 1992 comme Coupe Ibérica) (2): 1992, 1993
- Toronto International Soccer Tournament (4) : 1981, 1982, 1983, 1987
- Tournoi Cidade de Guimarães (2) : 2008, 2009
- Tournoi de Belo Horizonte (1) : 1974[55]
- Tournoi de Braga (1) : 1977
- Tournoi du FC Shalke 04 (1) : 1980[56]
- Tournoi de Maputo (1) : 1986[57]
- Tournoi de Salamanque (1) : 1973
- Tournoi des 3 villes (1) : 1913[58]
- Tournoi des 4 villes (1) : 1916[59]
- Tournoi International de Lisbonne (3) : 1983, 1985, 1986[60]
- Tournoi International du Sado (1) : 2018[61]
- Trophée Vinho do Porto (1) : 1973
- Valais Cup (1) : 2014

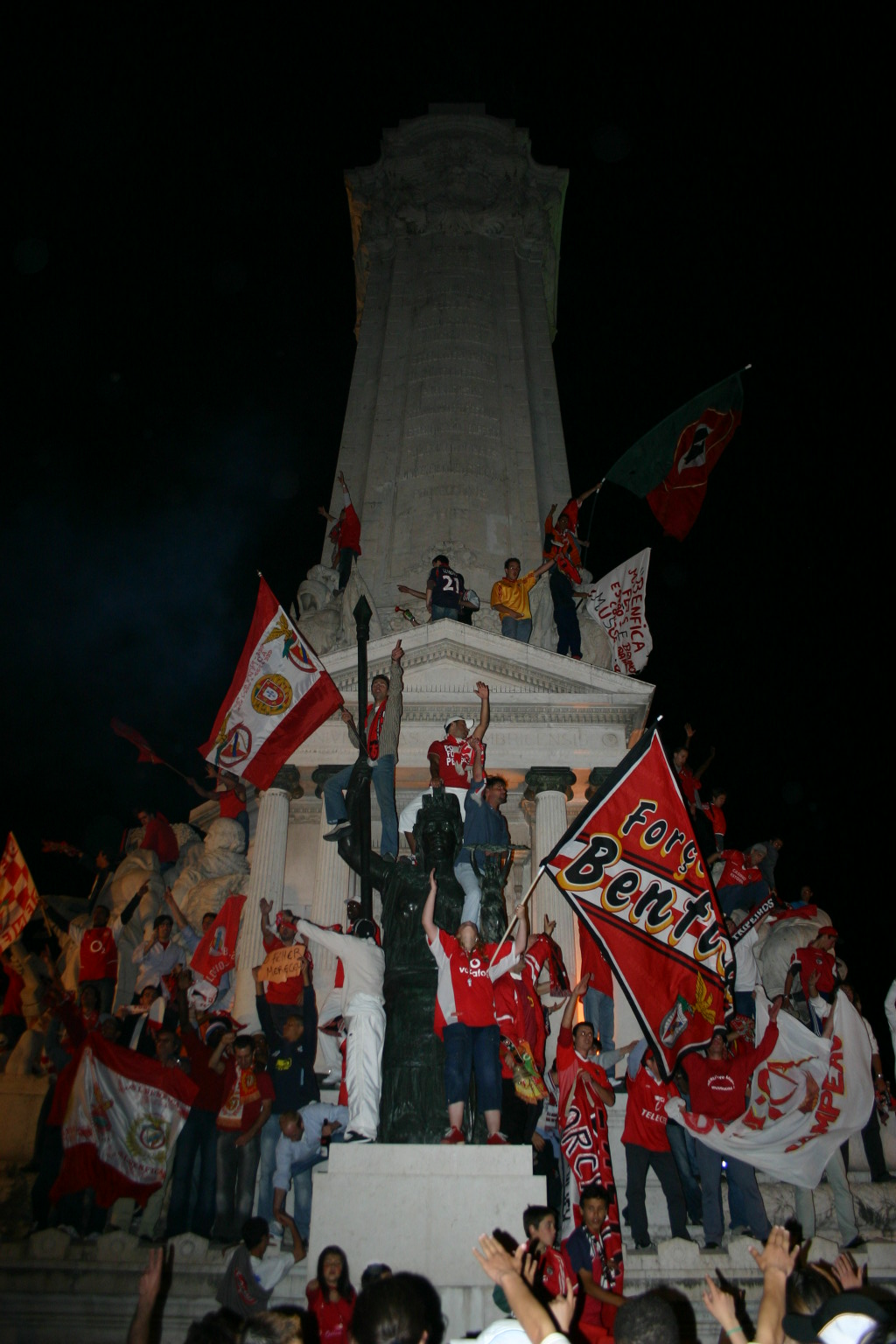
Supporters du Benfica fêtant le titre de champion au Marquês de Pombal, à Lisbonne.
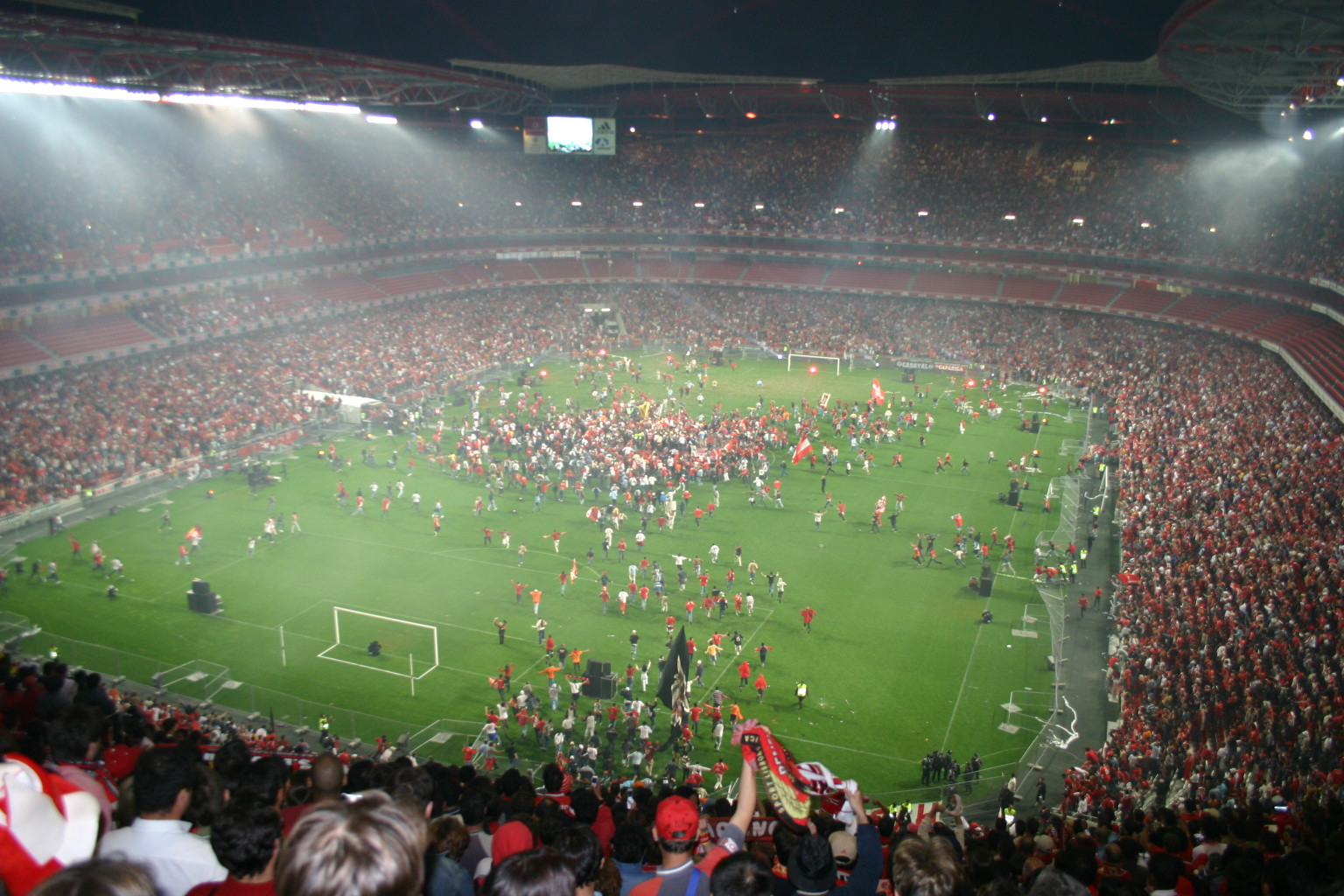
Supporters du Benfica envahissant le terrain de l'Estadio da Luz.
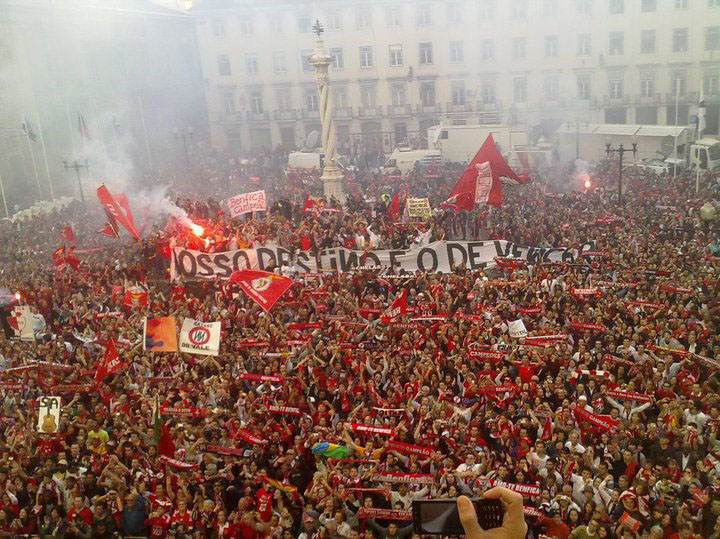
Supporters de Benfica durant la saison 2009-2010

## Structures du club

### Identité et image

#### L'emblème

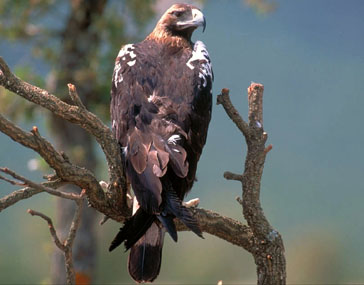
Un aigle ibérique

L'emblème du SL Benfica est composé d'un aigle ibérique, symbolisant l'indépendance, l'autorité et la noblesse ainsi que d'un bouclier aux couleurs du club (rouge et blanc).
L'acronyme S.L.B. veut dire Sport Lisboa e Benfica.
La devise du club est la locution latine E Pluribus Unum qui est inscrite sur une banderole aux couleurs du Portugal.
La roue de bicyclette représente le cyclisme qui fut une des premières disciplines du club.
L'aigle Vitória, un aigle ibérique, survole les gradins du stade avant de se poser sur l'emblème, disposé dans le rond central, avant chaque match à domicile.

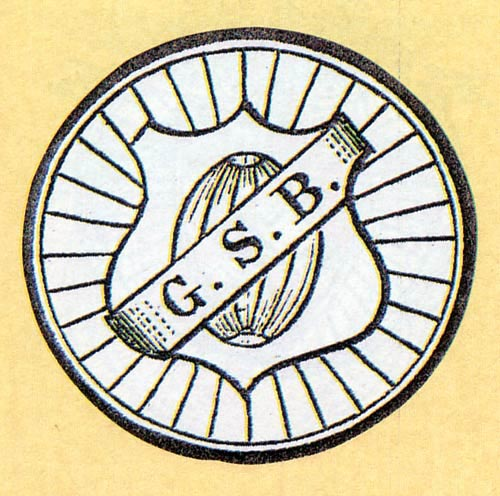
Sport Lisboa (1906-1908)
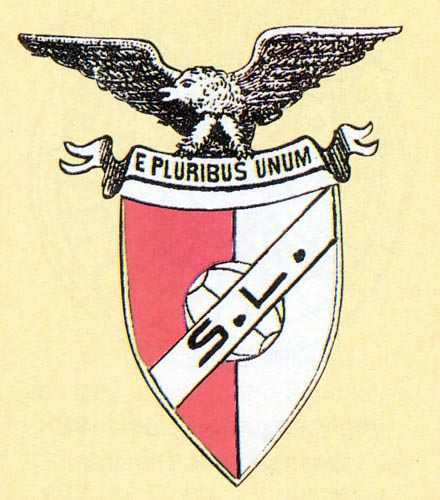
Benfica (1904-1908)
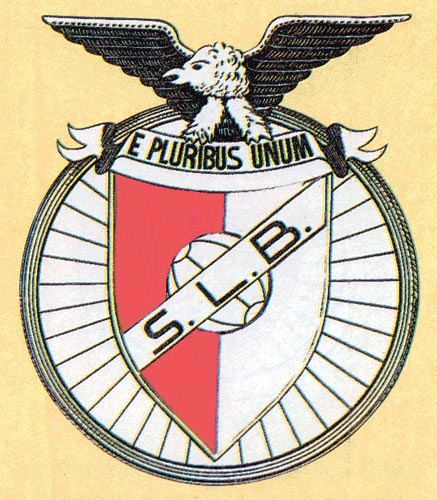
Sport Lisboa e Benfica (1908-1930)
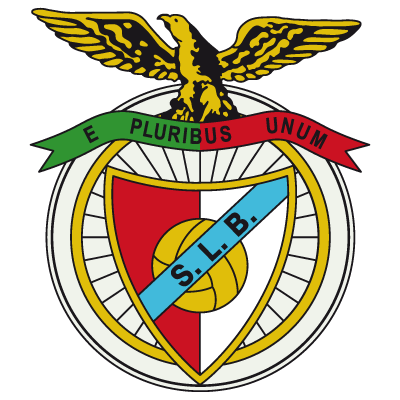
1930-1999
Actuel (1999-)
Alternatif (2021-)

### Sponsors et équipementiers
Benfica a été sponsorisé par MEO de 2010 à 2015 et est depuis sponsorisé par Fly Emirates.

### Infrastructures

#### Estádio da Luz

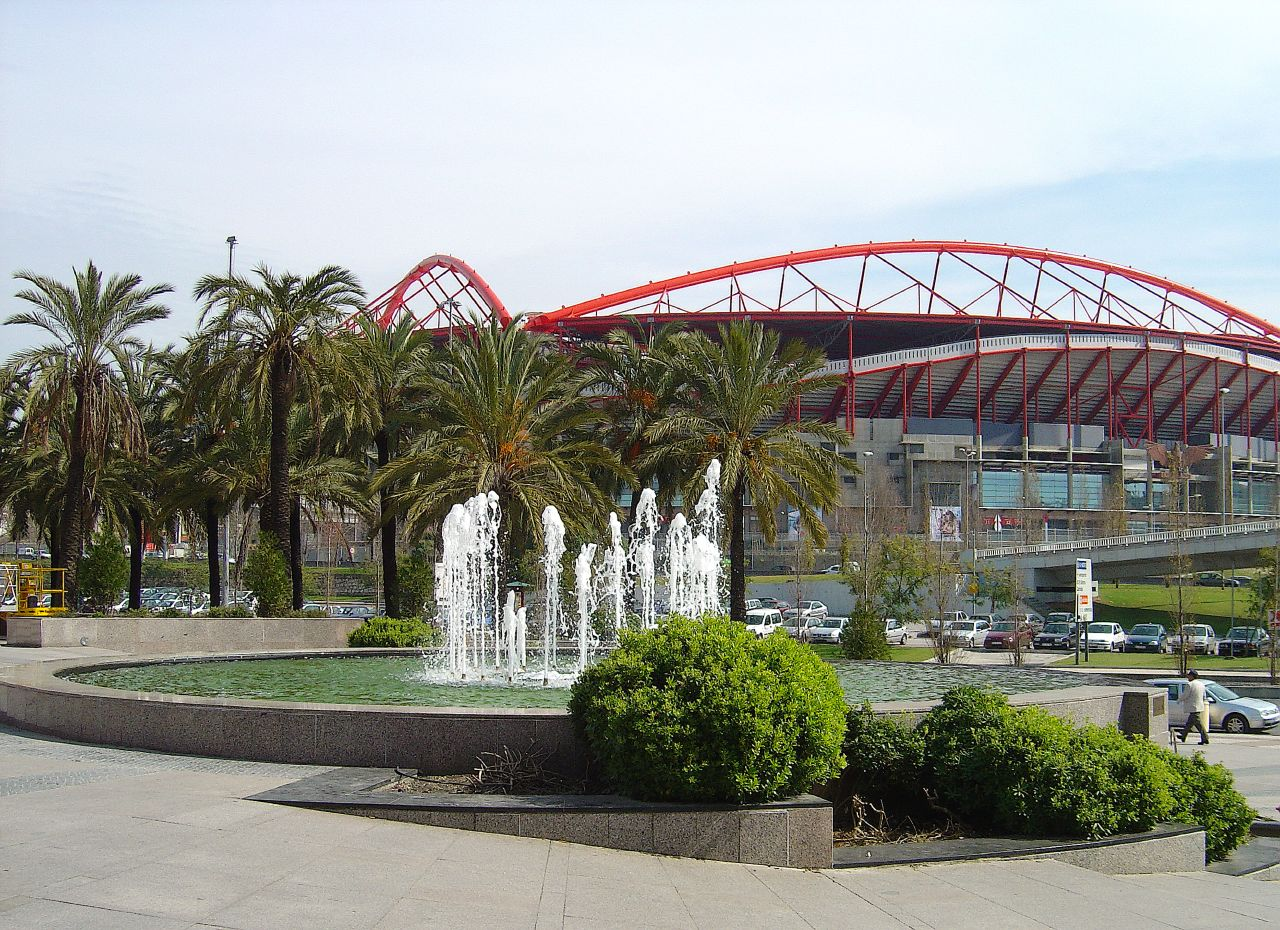
Une vue de l'extérieur de l'Estádio da Luz

Le stade du club, l'Estádio do Sport Lisboa e Benfica, est le plus souvent appelé Estádio da Luz (stade de la Lumière).
Luz est une ancienne paroisse du quartier de Benfica, situé au Centre-Ouest de la ville, près du parc forestier de Monsanto, qui tire son nom de l'église Nossa Senhora da Luz(Notre-Dame de la Lumière).
Dans l'optique de l'Euro 2004, l'emblématique Estádio da Luz, construit en 1954 et qui a eu une capacité record de 135 000 personnes lors du match de championnat portugais opposant Benfica au FC Porto le 4 janvier 1987 (réduite à 78 000 en 1998 pour des questions de sécurité), est démoli afin de laisser place à une nouvelle enceinte qui voit alors le jour fin 2003, quasiment à la même place que l'ancien antre du Benfica, le nom restant le même.

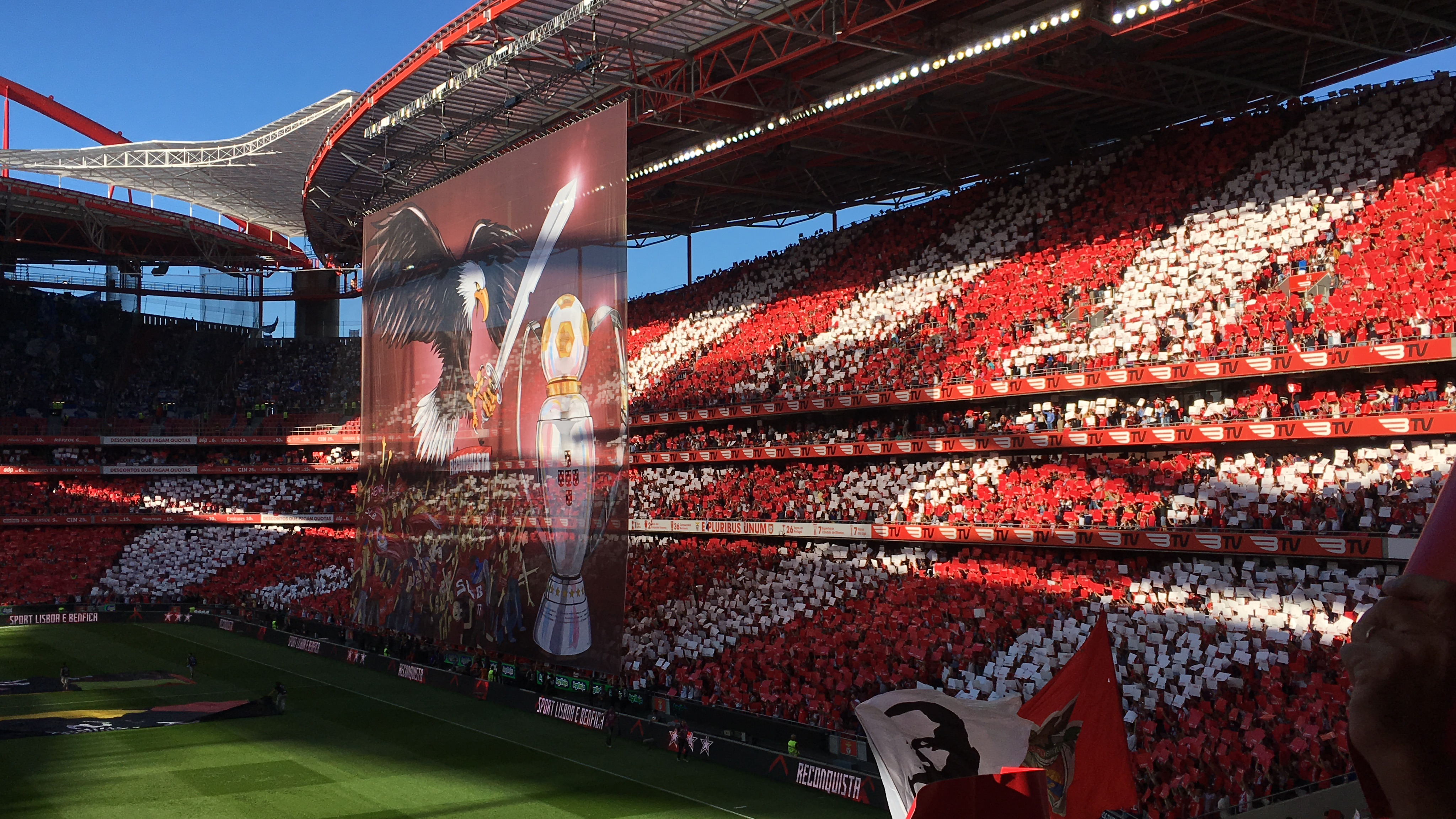
Stade du Benfica durant un match contre le FC Porto

Architecturé par Damon Lavelle, ce nouveau stade disposait initialement d'une capacité de 65 647 places et une pelouse naturelle. Après son agrandissement en 2025, il comptera 68 100 places.
Le nouveau stade fut inauguré le 25 octobre 2003 à l'occasion d'un match amical entre le Benfica et l'équipe uruguayenne du Club Nacional de Football.

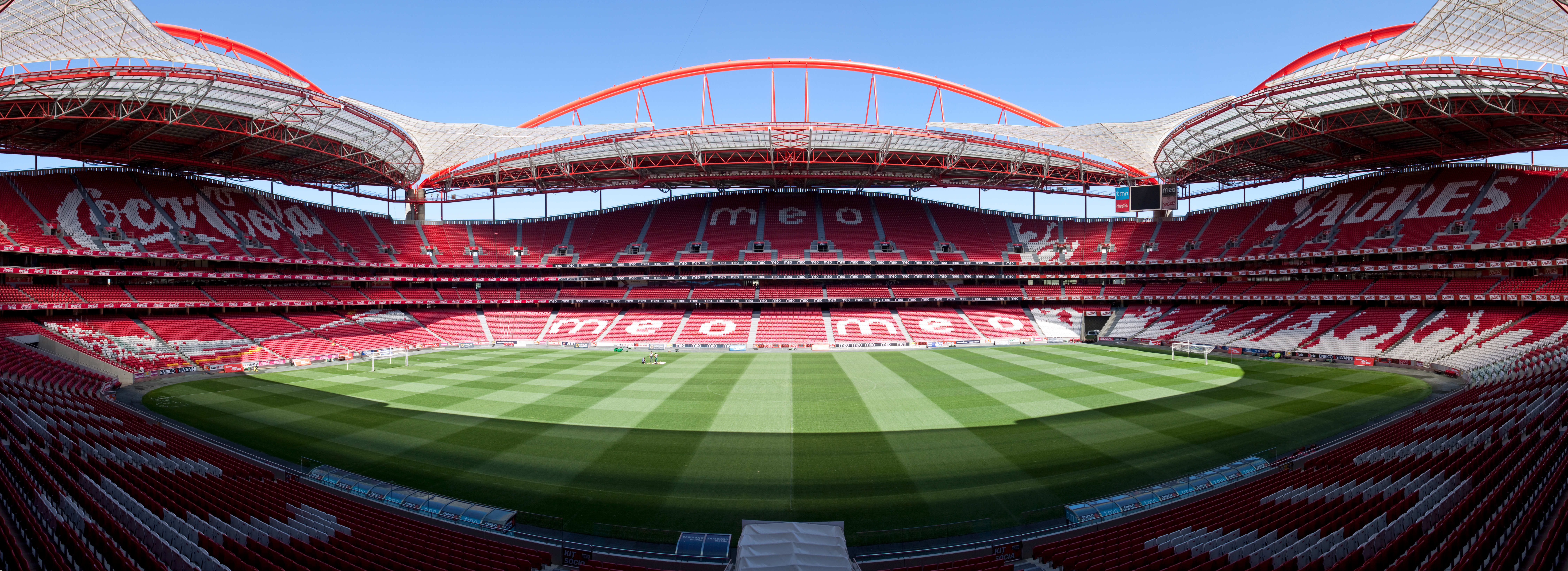
Une vue de l'intérieur de l'Estádio da Luz

#### Centre de formation
Le centre de formation de Benfica, inauguré en 2006, est au cœur du modèle de développement du club lisboète, et même sa principale source de revenus.
La Caixa Futebol Campus est l'académie du club et a formé de nombreux joueurs depuis la fin des années 2000 tels que Bernardo Silva, Ruben Dias ou encore João Félix qui en 2019 est transféré pour 126 millions d'euros à l'Atlético de Madrid, après seulement une demi-saison comme titulaire chez les Aigles.

## Personnalités du club

### Présidents
| - 1904-1905 : José Rosa Rodrigues - 1906 : Januário Barreto - 1906-1908 : Luís Carlos de Faria Leal - 1908-1910 : João José Pires - 1910-1911 : Alfredo Alexandre Luís da Silva - 1911 : António Nunes de Almeida Guimarães - 1912 : José Eduardo Moreira Sales - 1913-1915 : Alberto Lima - 1915-1916 : José Antunes dos Santos Júnior - 1916-1917 : Félix Bermudes - 1916-1917 : Nuno Freire Themudo - 1917-1926 : Bento Mântua - 1926-1930 : Alfredo da Silveira Ávila de Melo - 1930-1931 : Félix Bermudes - 1931-1932 : Manuel da Conceição Afonso - 1933-1936 : Vasco Rosa Ribeiro - 1936-1938 : Manuel da Conceição Afonso - 1938-1939 : Júlio Ribeiro da Costa - 1939-1944 : Augusto da Fonseca Júnior - 1945 : Félix Bermudes | - 1945-1946 : António Afonso da Costa e Sousa - 1946 : Manuel da Conceição Afonso - 1947-1948 : João Tamagnini de Sousa Barbosa - 1949-1951 : Mário Lampreia de Gusmão Madeira - 1952-1956 : Joaquim Ferreira Bogalho - 1957-1961 : Maurício Vieira de Brito - 1962-1963 : António Carlos Cabral Fezas Vital - 1964 : Adolfo Vieira de Brito - 1965 : António Catarino Duarte - 1966 : José Ferreira Queimado - 1967-1968 : Adolfo Vieira de Brito - 1969-1976 : Duarte António Borges Coutinho - 1977-1980 : José Ferreira Queimado - 1981-1987 : Fernando Martins - 1987-1992 : João Maria dos Santos Júnior - 1992-1994 : Jorge Artur Rego de Brito - 1994-1997 : Manuel Damásio - 1997-2000 : João Vale e Azevedo - 2000-2003 : Manuel Vilarinho - 2003-2021 : Luís Filipe Vieira - depuis 2021 : Rui Costa |

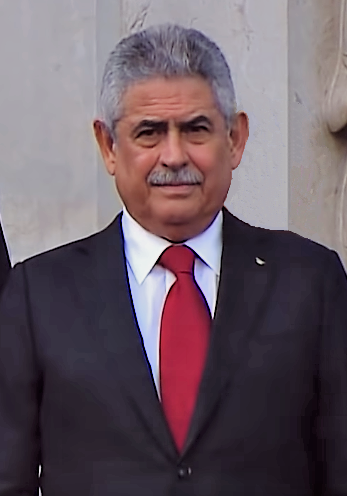
Luis Filipe Vieira, président emblématique du club de 2001 à 2021.
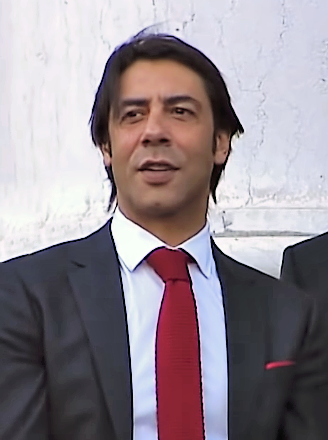
Rui Costa, ancien joueur et actuel président du club depuis 2021.

### Entraîneurs
| - 1905-1908 : Manuel Gourlade - 1908-1926 : Cosme Damião - 1926-1929 : António Ribeiro dos Reis - 1929-1931 : Arthur John - 1932-1934 : António Ribeiro dos Reis - 1934-1935 : Vítor Gonçalves - 1935-1939 : Lipo Hertzka - 1939-1947 : János Biri - 1947-1949 : Lipo Hertzka - 1948-1951 : Ted Smith - 1951-1952 : Cândido Tavares - 1953 : Alberto Zozaya - 1953-1954 : António Ribeiro dos Reis - 1954 : José Valdivieso (intérim.) - 1954-1959 : Otto Glória - 1959 : José Valdivieso (intérim.) - 1959-1962 : Béla Guttmann - 1962 : Fernando Caiado (intérim.) - 1962-1963 : Fernando Riera - 1963-1964 : Lajos Czeizler - 1964-1965 : Elek Schwartz | - 1965-1966 : Béla Guttmann - 1966-1967 : Fernando Riera - 1967-1968 : Fernando Cabrita (intérim.) - 1968-1970 : Otto Glória - 1970 : José Augusto (intérim.) - 1970-1973 : Jimmy Hagan - 1973-1974 : Fernando Cabrita - 1974-1975 : Milorad Pavić - 1975-1976 : Mário Wilson - 1976-1979 : John Mortimore - 1979-1980 : Mário Wilson - 1980-1982 : Lajos Baróti - 1982-1984 : Sven-Göran Eriksson - 1984-1985 : Pál Csernai - 1985-1987 : John Mortimore - 1987-1988 : Ebbe Skovdahl - 1988-1989 : Toni - 1989-1992 : Sven-Göran Eriksson - 1992-1993 : Tomislav Ivić - 1993-1994 : Toni - 1994-1995 : Artur Jorge | - 1995-1996 : Mário Wilson - 1996-1997 : Paulo Autuori - 1997 : Mário Wilson (intérim.) - 1997-1998 : Manuel José - 1997 : Mário Wilson (intérim.) - 1997-1999 : Graeme Souness - 1999 : Shéu (intérim.) - 1999-2000 : Jupp Heynckes - 2000 : José Mourinho - 2000-2002 : Toni - 2002 : Jesualdo Ferreira - 2002 : Fernando Chalana (intérim.) - 2002-2004 : José Antonio Camacho - 2004-2005 : Giovanni Trapattoni - 2005-2006 : Ronald Koeman - 2006-2007 : Fernando Santos - 2007-2008 : José Antonio Camacho - 2008 : Fernando Chalana (intérim.) - 2008-2009 : Quique Sánchez Flores - 2009-2015 : Jorge Jesus - 2015-2019 : Rui Vitória | - 2019-2020 : Bruno Lage - 2020 : Nélson Veríssimo - 2020-2021 : Jorge Jesus - 2021-2022 : Nélson Veríssimo - 2022-2024 : Roger Schmidt - 2024- : Bruno Lage |

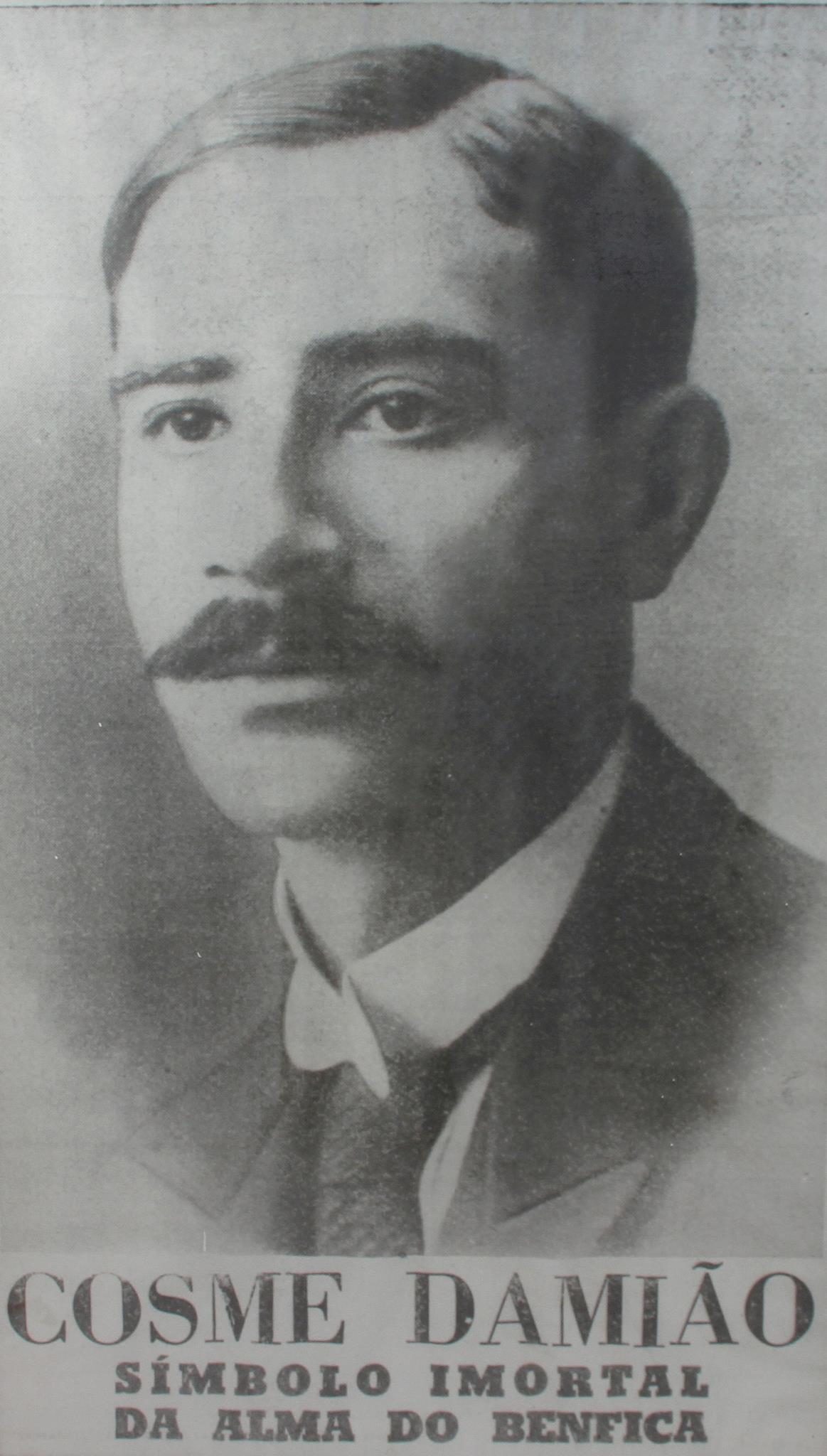
Cosme Damião
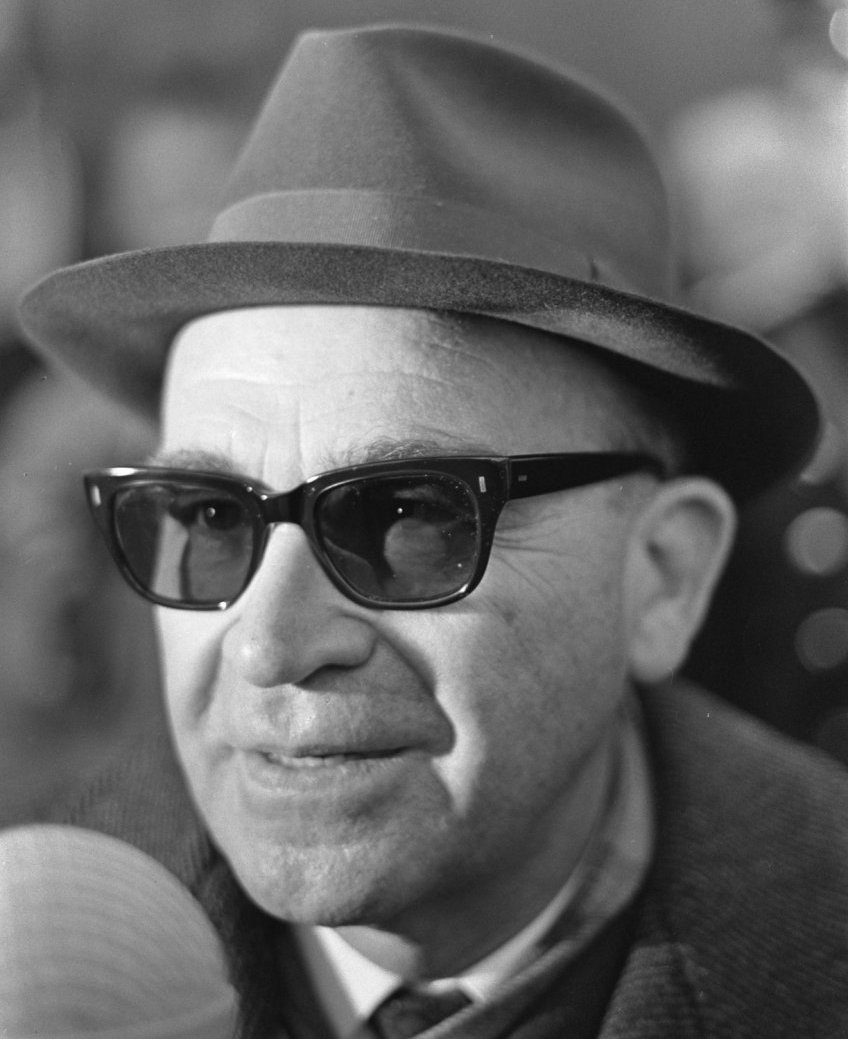
Béla Guttmann
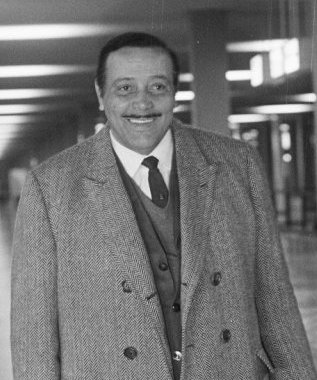
Otto Glória
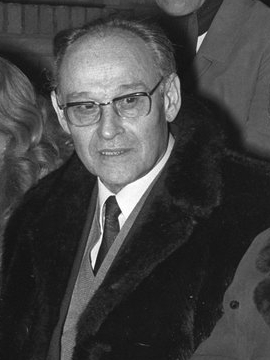
Elek Schwartz
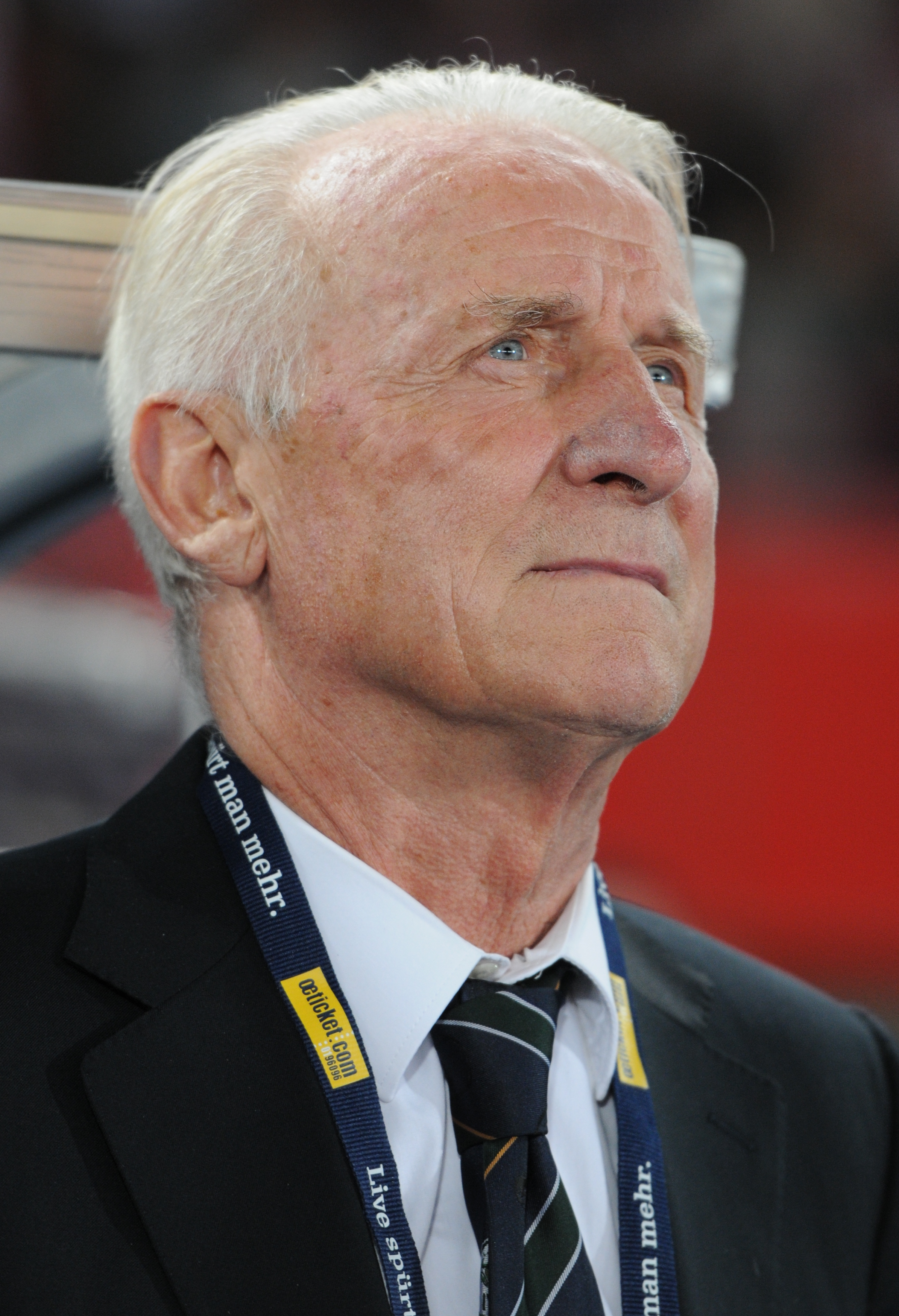
Giovanni Trapattoni
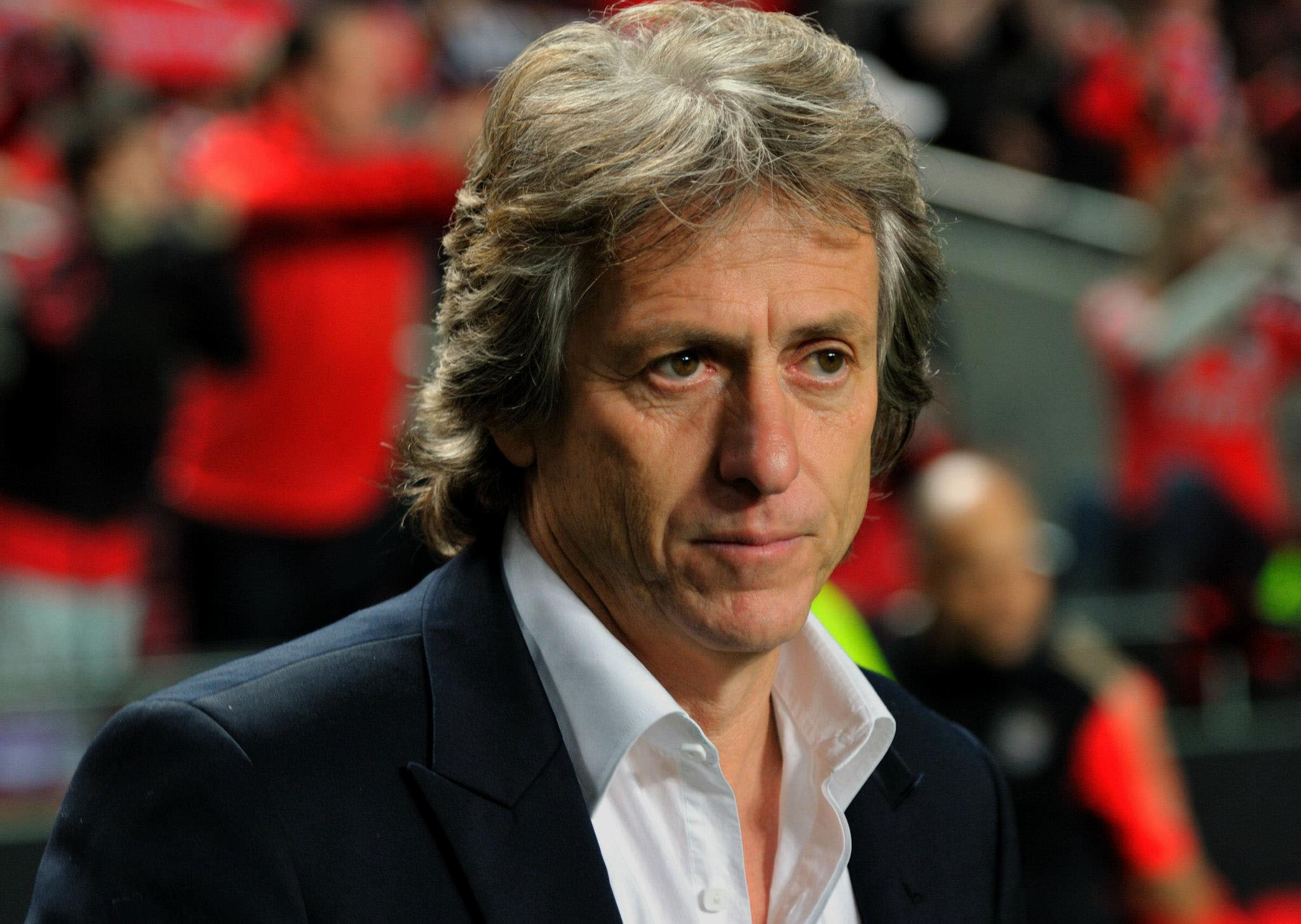
Jorge Jésus
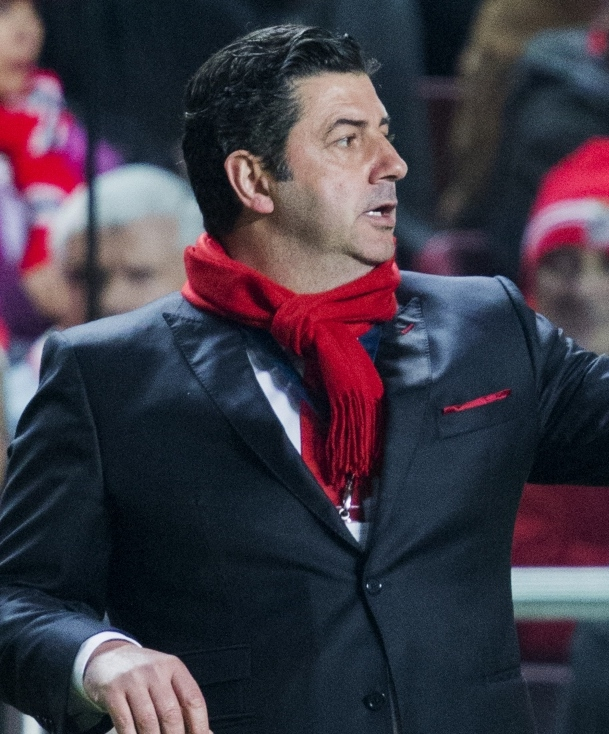
Rui Vitória
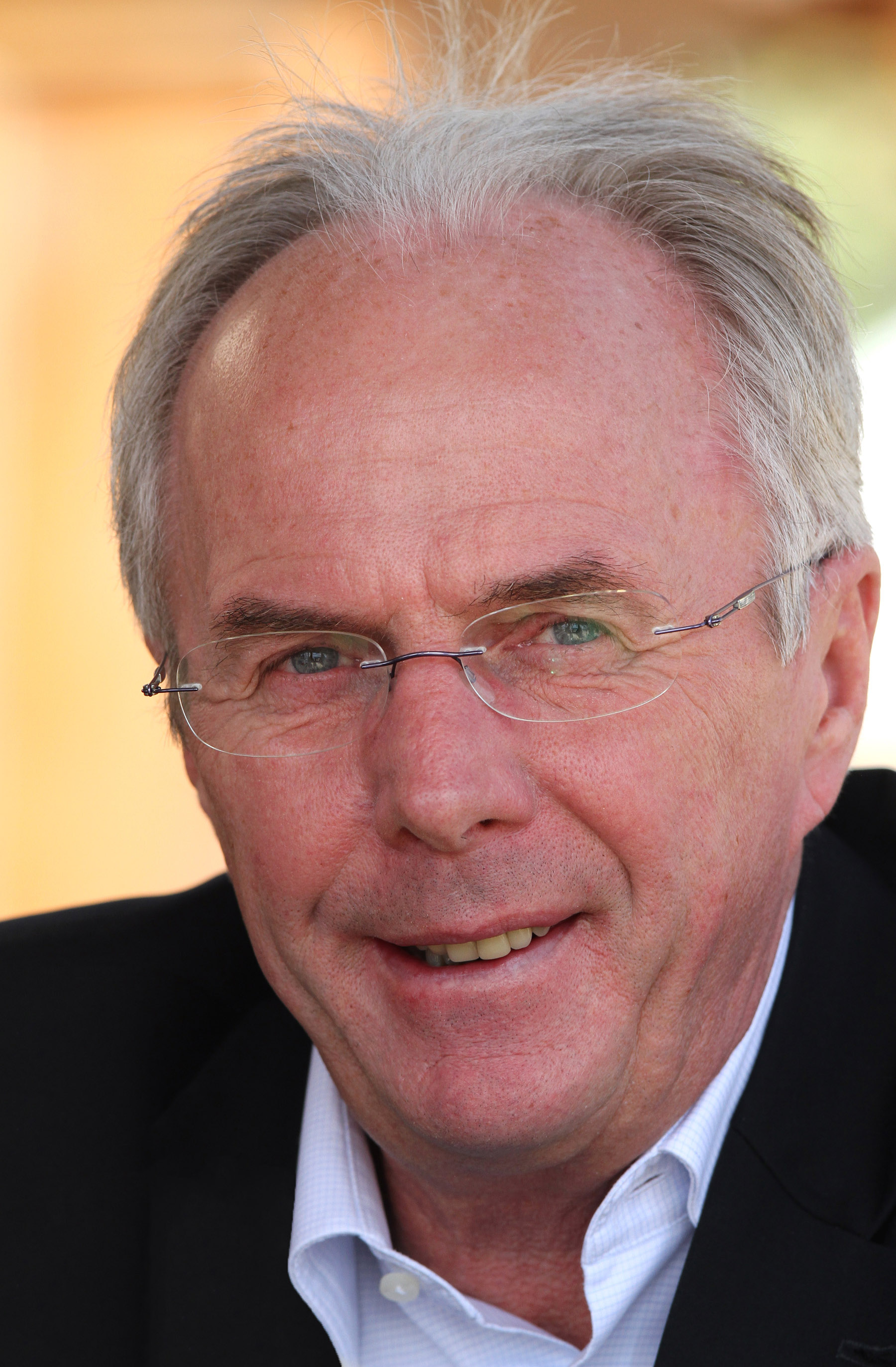
Sven-Göran Eriksson Écouterⓘ
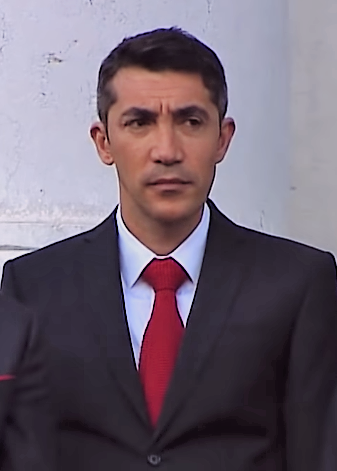
Bruno Lage

### Joueurs importants
| 1900 - 1950 - Alberto Augusto - Albino - Joaquim Alcobia - Alfredo - Augusto Amaro - Arsénio - José Bastos - Francisco Calado - Mário de Carvalho - Jesus Crespo - Cosme Damião - Espírito Santo - Félix - Joaquim Fernandes - César Ferreira - Francisco Ferreira - Julinho - Artur Santos - António Martins - Jacinto Marques - Francisco Moreira - João de Oliveira - Gaspar Pinto - Ribeiro dos Reis - Rogério - Manuel Serra - Vítor Silva - Rogério de Sousa - Tamanqueiro - Cândido Tavares - Gustavo Teixeira - Joaquim Teixeira - Alfredo Valadas - António Vieira - Francisco Vieira - Luís Xavier - José Águas 1951 - 1970 - Ângelo - José Augusto - Fernando Caiado - Jorge Calado - Adolfo Calisto - Domiciano Cavém - Mário Coluna - Fernando Cruz - Eusébio - Germano - Jaime Graça - Luciano - Mário João - Raúl Machado - Alfredo Nascimento - Malta da Silva - José Neto - Francisco Palmeiro - Leonel Pegado - Costa Pereira - Joaquim Santana - Jacinto Santos - António Simões - Augusto Silva - José Torres - Yaúca | 1971 - 1990 - Carlos Alhinho - João Alves - Vítor Baptista - António Bastos Lopes - Manuel Bento - César Brito - Fernando Chalana - Chiquinho Carlos - Humberto Coelho - Artur Correia - Diamantino Costa - Elzo - Eurico - Alberto Fonseca - Zoran Filipović - Jorge Gomes - José Henrique - Rui Jordão - Artur Jorge - João Laranjeira - Lima - José Luis - Álvaro Magalhães - Mats Magnusson - Michael Manniche - Carlos Manuel - Vítor Martins - Diamantino Miranda - Mário Moinhos - Nené - Adelino Nunes - António Oliveira - Minervino Pietra - Samuel Quina - Shéu - Reinaldo Gomes - Frederico Rosa - Silvino - Glenn Peter Strömberg - Messias Timula - Toni - António Veloso Années 1990 - Aldair - Amaral - Paulo Bento - José Calado - Claudio Caniggia - José Carlos - Hélder Cristóvão - Robert Enke - Paulo Futre - Carlos Gamarra - Nuno Gomes - Isaías - Sergei Kandaurov - Vassili Koulkov - Paulo Madeira - Maniche - Marcelo - Scott Minto - Aleksandr Mostovoi - Carlos Mozer - Neno | Années 1990 (suite) - António Pacheco - Basarab Panduru - Vítor Paneira - João Vieira Pinto - Karel Poborský - Michel Preud'homme - Ricardo - Rui Costa - Stefan Schwarz - Paulo Sousa - Mario Stanić - Jonas Thern - Valdo - Vata - Wando - William - Abel Xavier - Tahar El Khalej - Sergei Yuran Années 2000 - Pablo Aimar - Anders Andersson - Argel - Óscar Cardozo - Fábio Coentrão - David Luiz - Ángel Di María - Miklos Feher - Manuel Fernandes - Panayótis Fýssas - Javi García - Geovanni - Nuno Gomes - Yórgos Karagoúnis - Kóstas Katsouránis - Léo - Luisão - Mantorras - Carlos Marchena - Carlos Martins - Fernando Meira - Fabrizio Miccoli - José Moreira - Maxi Pereira - Petit - Quim - Ramires - José Antonio Reyes - Ricardo Rocha - Rui Costa - Simão Sabrosa - Javier Saviola - Tiago - Pierre van Hooijdonk - Zlatko Zahovič Années 2010 - André Almeida - João Cancelo - Rúben Dias - Ederson - João Félix - Ljubomir Fejsa - Nicolás Gaitán | Années 2010 (suite) - Ezequiel Garay - André Gomes - Álex Grimaldo - Jardel - Raúl Jiménez - Jonas - Júlio César - Lima - Victor Lindelöf - Lazar Marković - Nemanja Matić - Kóstas Mítroglou - Nolito - Jan Oblak - Enzo Pérez - Pizzi - Rodrigo Moreno - Eduardo Salvio - Andréas Sámaris - Renato Sanches - Haris Seferović - Nélson Semedo - Guilherme Siqueira - Bernardo Silva - Rafa Silva - Talisca - Axel Witsel Années 2020 - Enzo Fernández - João Mário - David Neres - João Neves - Darwin Núñez - Gonçalo Ramos - António Silva - Odysséas Vlachodímos - Julian Weigl - Nicolás Otamendi - Évangélos Pavlídis |

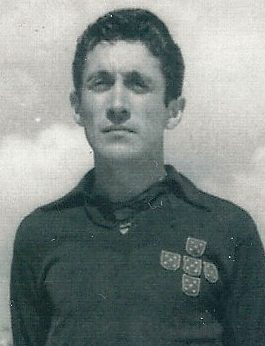
Alfredo
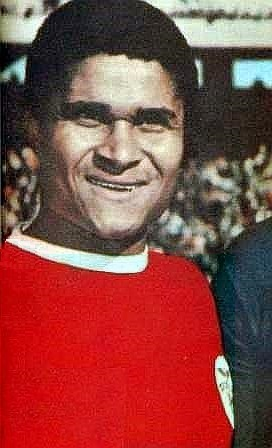
Eusébio
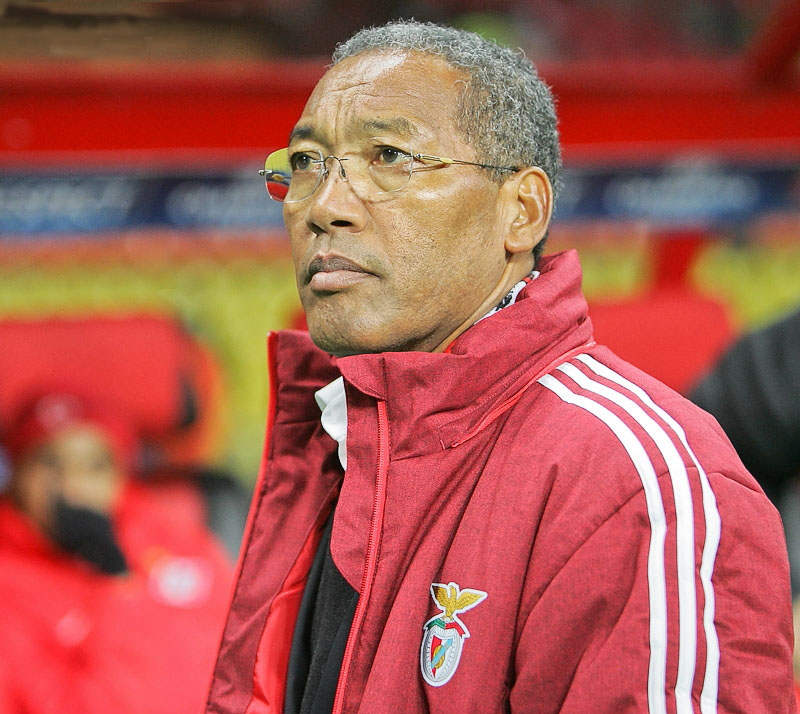
Shéu
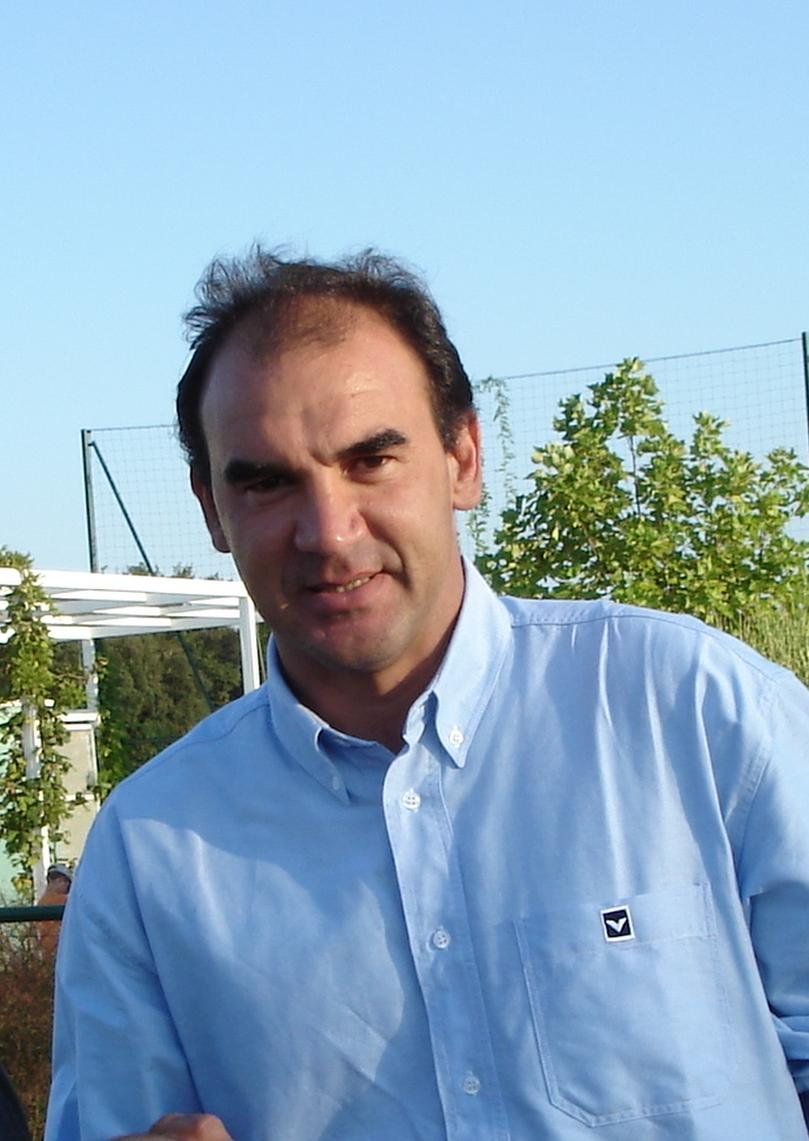
Ricardo
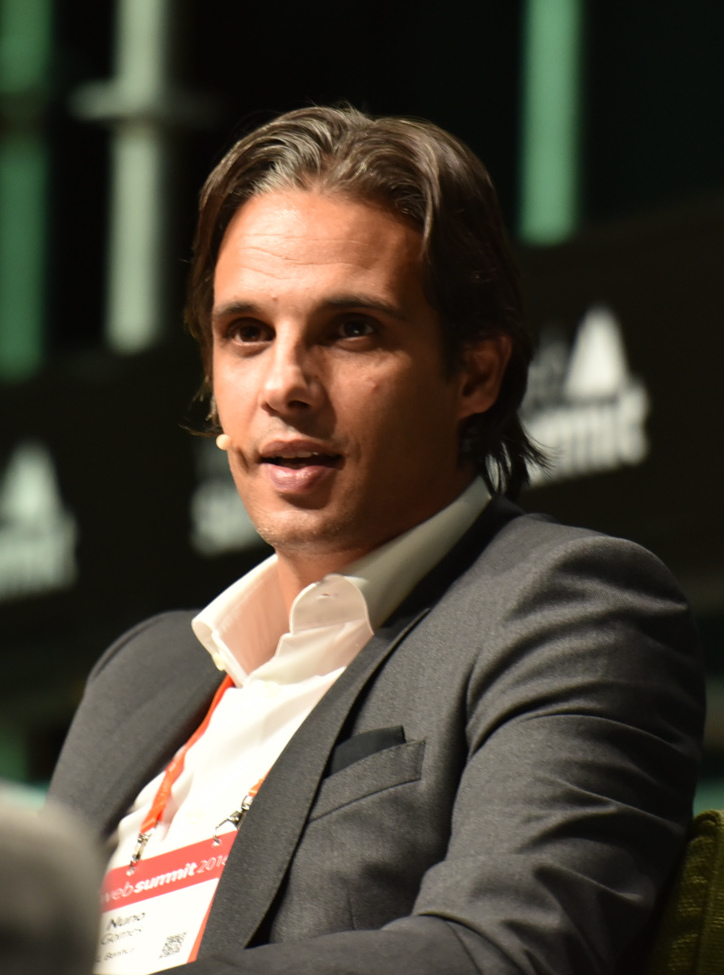
Nuno Gomes
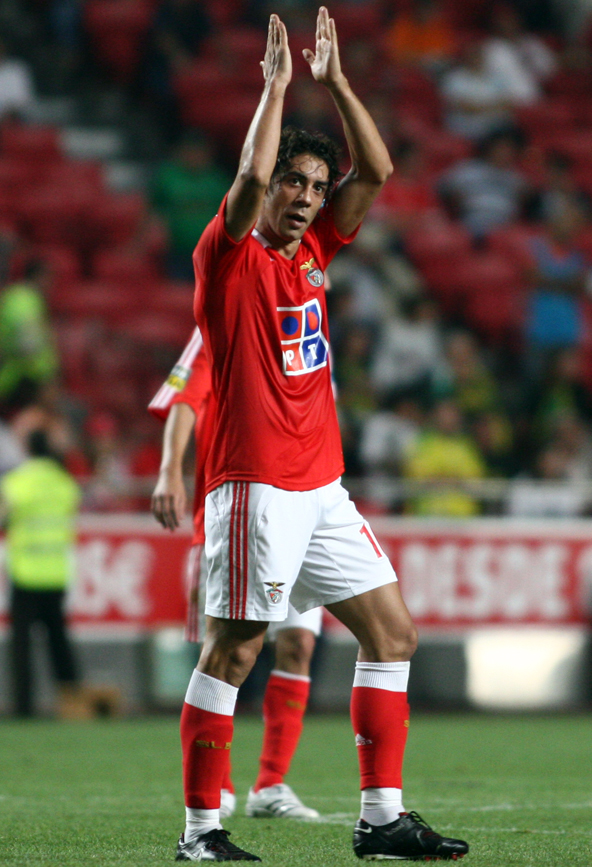
Rui Costa
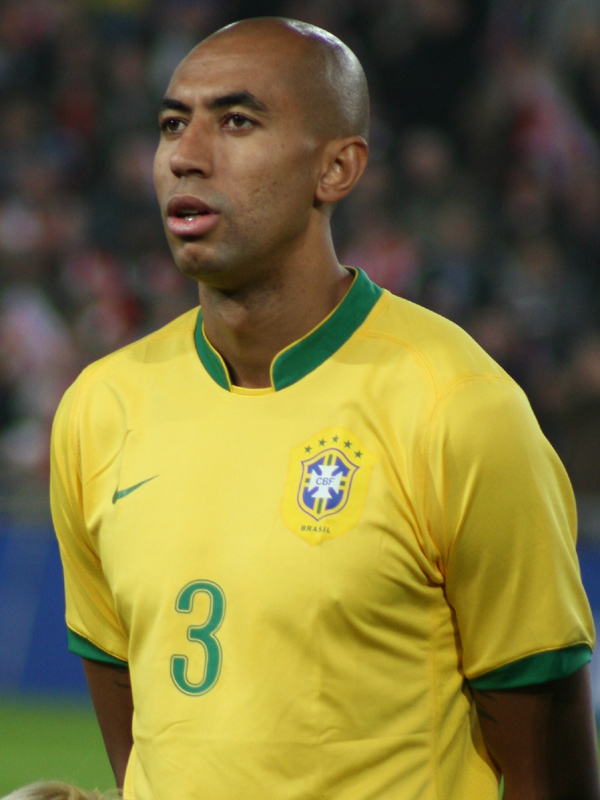
Luisão
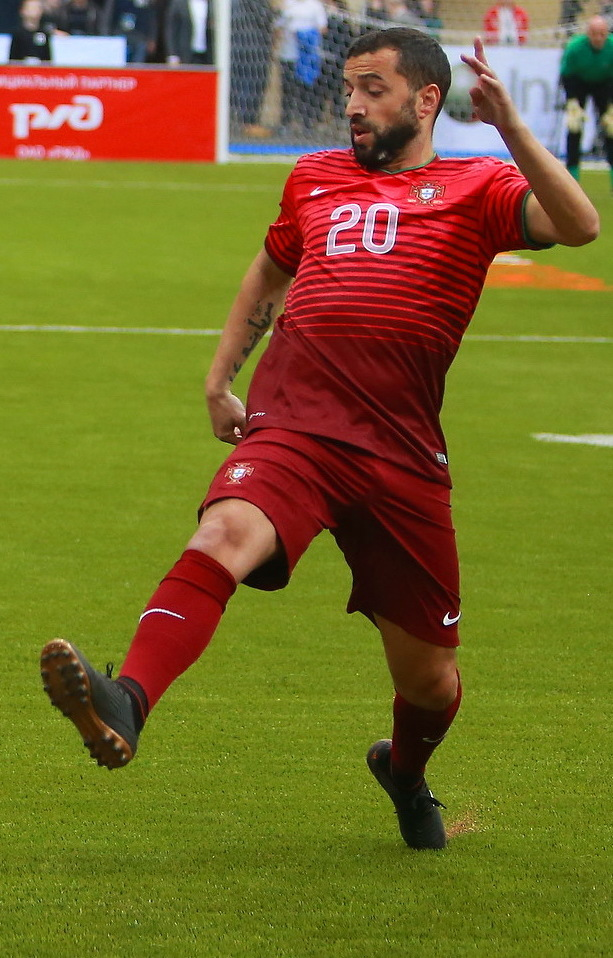
Simão Sabrosa
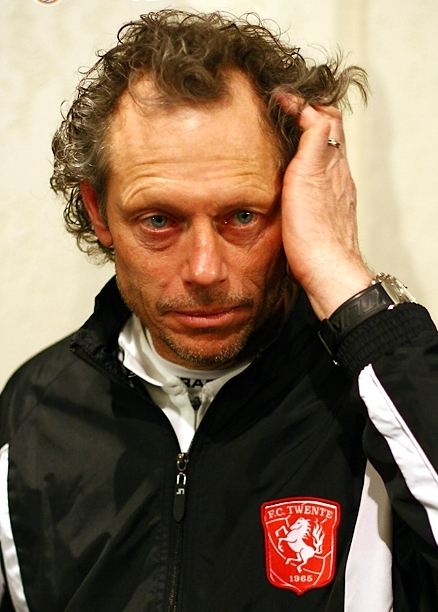
Michel Preud'homme
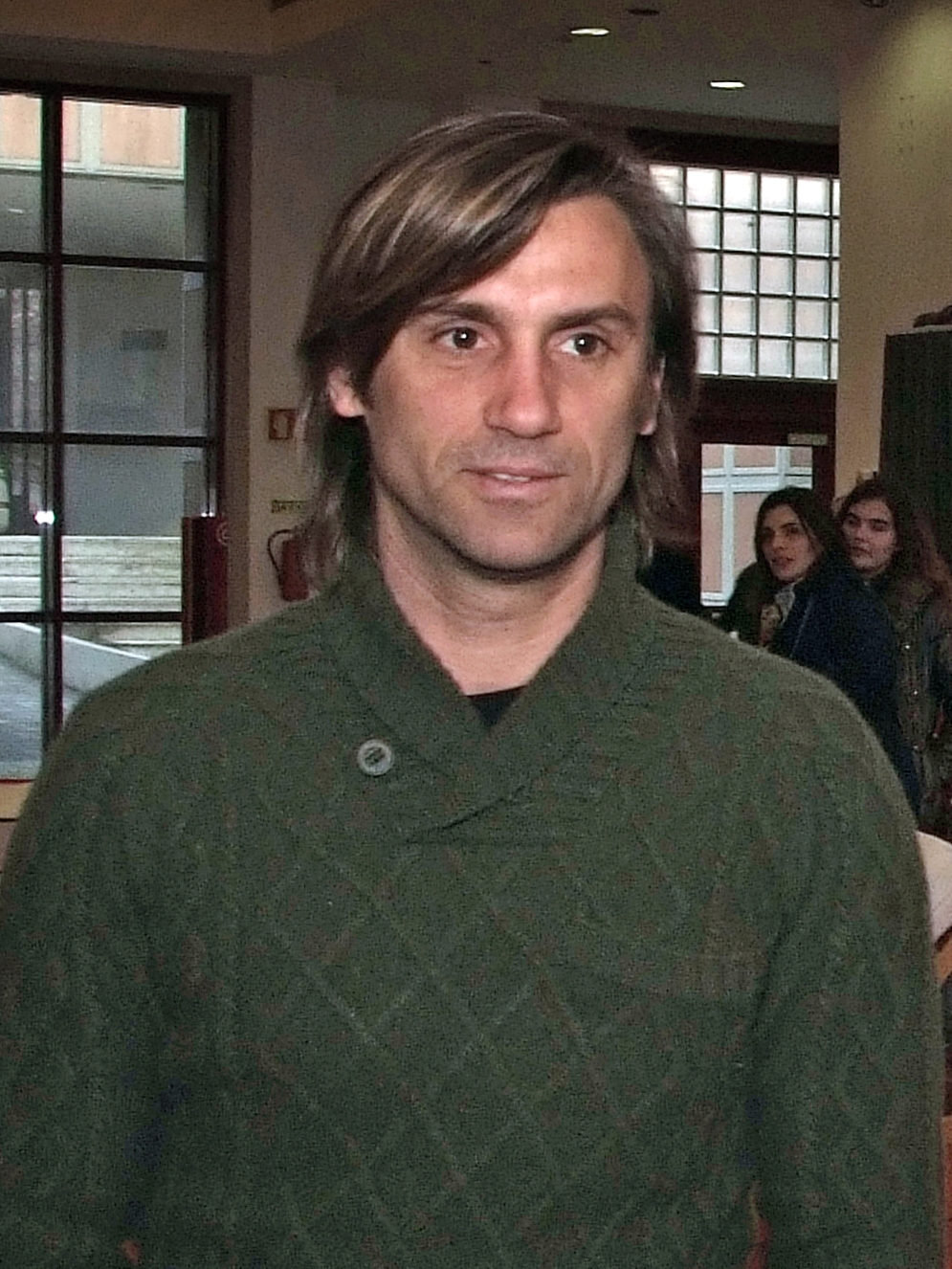
João Vieira Pinto
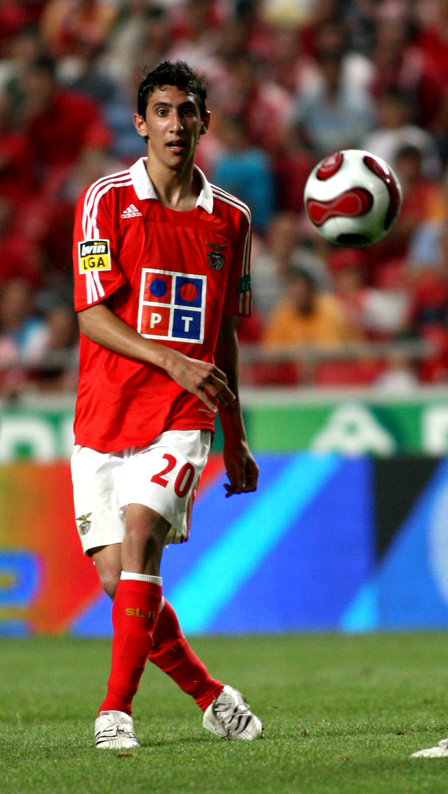
Ángel Di María
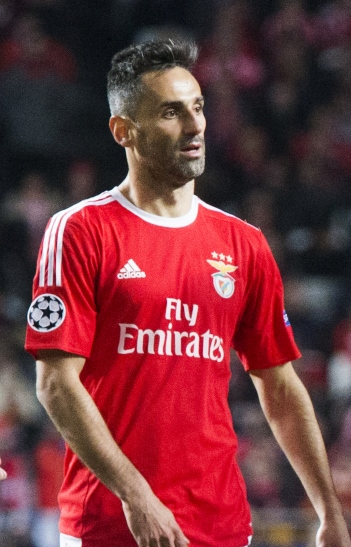
Jonas

### Effectif professionnel actuel
Le premier tableau liste l'effectif professionnel du SLB pour la saison 2025-2026. Le second recense les prêts effectués par le club lors de cette même saison.
En grisé, les sélections de joueurs internationaux chez les jeunes mais n'ayant jamais été appelés aux échelons supérieurs une fois l'âge-limite dépassé ou les joueurs ayant pris leur retraite internationale.

## Transferts

### Transferts les plus chers de l'histoire du SL Benfica
| Arrivées |                 |           |                     |       |
| Rang     | Joueurs         | Indemnité | Provenance          | Année |
| 1er      | Richard Ríos    | 27 M€     | SE Palmeiras        | 2025  |
| 2e       | Darwin Núñez    | 25 M€     | UD Almería          | 2020  |
| 3e       | Raúl Jiménez    | 22 M€     | Atlético de Madrid  | 2015  |
| 4e       | Raúl de Tomás   | 20 M€     | Real Madrid         | 2019  |
| 5e       | Orkun Kökçü     | 20 M€     | Feyenoord Rotterdam | 2023  |
| 6e       | Julian Weigl    | 20 M€     | Borussia Dortmund   | 2020  |
| 7e       | Everton         | 20 M€     | Grêmio FBPA         | 2020  |
| 8e       | Marcos Leonardo | 18 M€     | Santos FC           | 2024  |
| 9e       | Pedrinho        | 18 M€     | SC Corinthians      | 2020  |
| 10e      | Carlos Vinícius | 17 M€     | SSC Naples          | 2019  |

| Départs |                 |           |                          |       |
| Rang    | Joueurs         | Indemnité | Destination              | Année |
| 1er     | João Félix      | 126 M€    | Atlético de Madrid       | 2019  |
| 2e      | Enzo Fernández  | 121 M€    | Chelsea FC               | 2023  |
| 3e      | Darwin Núñez    | 75 M€     | Liverpool FC             | 2022  |
| 4e      | Rúben Dias      | 71,6 M€   | Manchester City          | 2020  |
| 5e      | Raúl Jiménez    | 41 M€     | Wolverhampton Wanderers  | 2019  |
| 6e      | Axel Witsel     | 40 M€     | Zénith Saint-Pétersbourg | 2012  |
| 6e      | Ederson         | 40 M€     | Manchester City          | 2017  |
| 8e      | Nélson Semedo   | 35,6 M€   | FC Barcelone             | 2017  |
| 9e      | Victor Lindelöf | 35 M€     | Manchester United        | 2017  |
| 9e      | Renato Sanches  | 35 M€     | Bayern Munich            | 2016  |

## Autres équipes et sections sportives

### Équipe réserve: le Benfica Lisbonne B
Le SL Benfica Lisbonne B est un club de football portugais, qui constitue en pratique l'équipe réserve de Benfica.
Fondé en 1996, il est dissout en 2006 puis recréé en 2012, à la suite de la décision d'accepter en deuxième division les équipes réserves des clubs de l’élite.

### Équipe féminine du SL Benfica
Le 12 décembre 2017, le SL Benfica a créé son équipe féminine: l'objectif du club était de créer un effectif atteignant rapidement l'élite du football féminin, sachant que l'équipe ne commencerait l'exercice uniquement lors de la saison 2018-2019 en seconde division portugaise.
L'équipe bâtie rafle tous les records lors de leur première moitié de saison, en remportant leurs 16 premiers matchs, tout en inscrivant 273 buts sans en encaisser un seul. L'effectif est alors composé de plusieurs joueuses internationales brésiliennes (par exemple Darlene de Souza (en)) et portugaises de haut-niveau.
Le 16 septembre 2018, à l'occasion de leur premier match officiel, les Portugaises ont gagné 28-0 contre UD Ponte Frielas, avec notamment 8 réalisations de Darlene de Souza. Cette première performance incroyable affichait de belles promesses pour une équipe tout juste créée.
C'est à l'occasion de la 15e journée, le 26 janvier 2019, que le SL Benfica féminin réalise un nouveau record : une victoire 32-0 contre Casa Povo Pego, dont 10 buts inscrits par Darlene de Souza. Les rouges finissent largement en tête lors la première phase du championnat portugais, bien portée par leur star brésilienne Darlene de Souza et ses 81 buts.

### Supporters du SL Benfica

#### Casa do Benfica

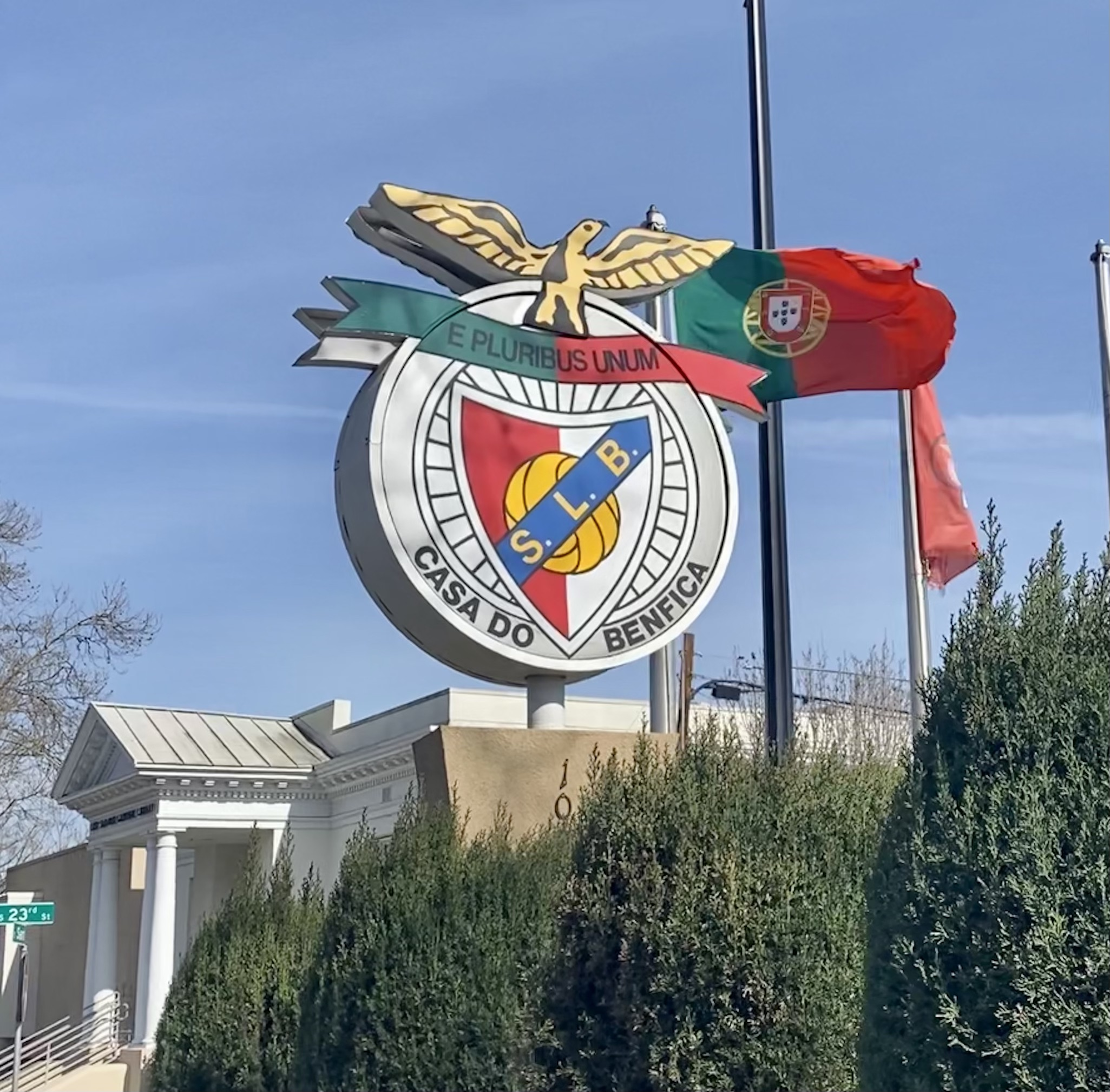
Insigne de la "Casa do Benfica" de San Jose en Californie.

Au Portugal, une grande majorité de la population dit être sympathisant du SL Benfica. La plupart des municipalités du Portugal ont leur propre Casa do Benfica (la Maison de Benfica), qui peut aussi être trouvée dans beaucoup de villes de plusieurs pays dans le monde entier (Andorre, l'Angola, l'Australie, la Belgique, le Brésil, le Canada, le Cap-Vert, l'Angleterre, la France, l'Allemagne, la Guinée-Bissau, le Luxembourg, Macao, l'Afrique du Sud, la Suisse et les États-Unis).
Depuis le championnat 2004/2005, les chiffres d'adhésion du club ont vu une augmentation significative. En avril 2006, le nombre de sócios du club a dépassé 140 000. En juillet 2006, Benfica avait 143 000 "sócios", soit 1 000 de plus que Manchester United.

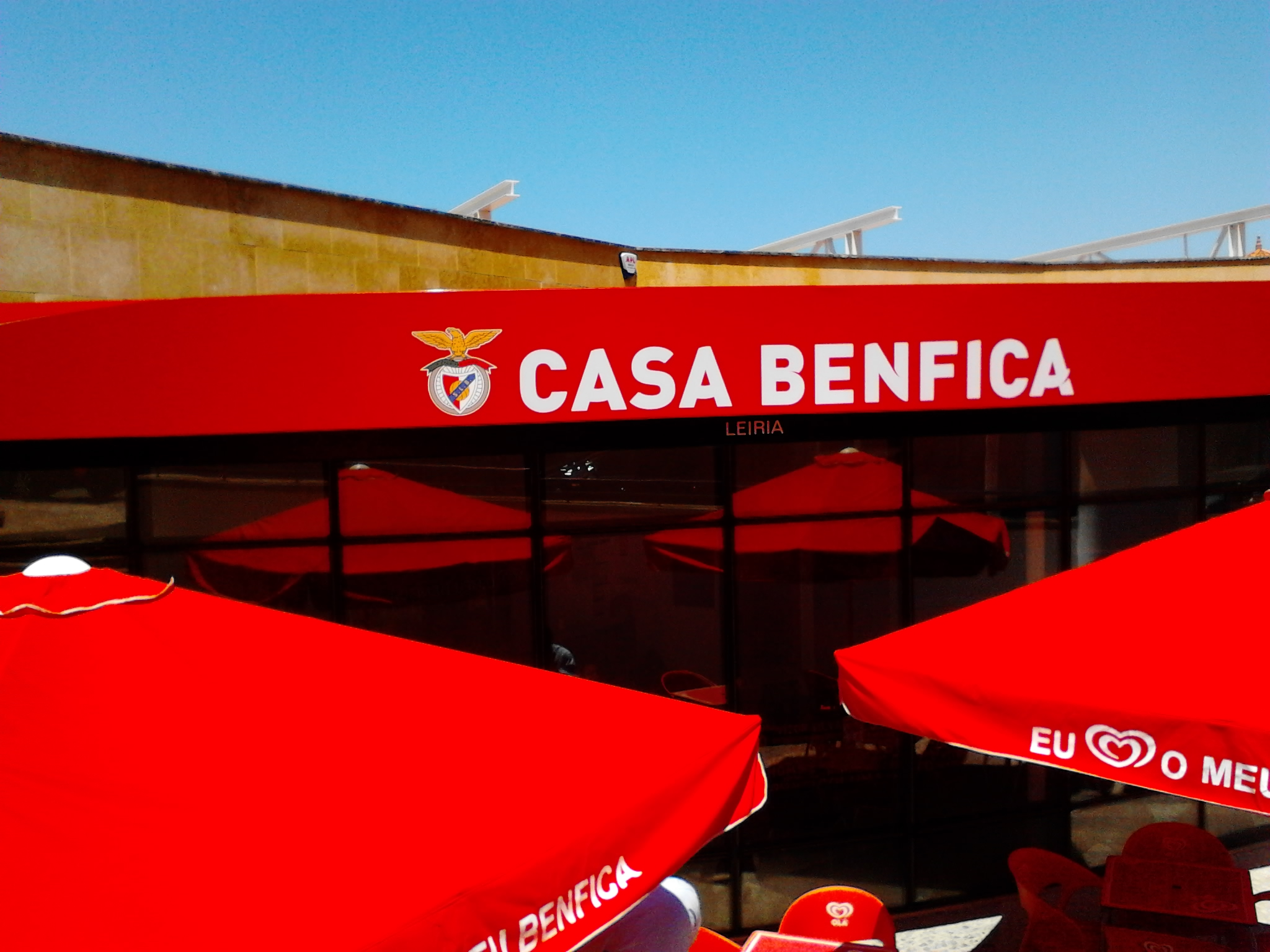
Casa do Benfica de Leiria.

Le 30 septembre 2009, Benfica a annoncé avoir atteint la marque de 200 000 sócios. En mai 2004, Benfica avait commencé une campagne marketing, connue sous le nom de « Kit Sócio » (le kit d'adhésion), dans le but d'augmenter son nombre de sócios de 94 714 à 200 000. En conséquence, cinq ans plus tard, Benfica était capable d'ajouter plus de 105 000 nouveaux sócios à leur adhésion déjà existante de 94 714, qui a plus que doublé. Actuellement, Benfica reste le leader des clubs internationaux de football avec le plus grand nombre de sócios dans le monde entier.
Les sympathisants du club s'appellent généralement Benfiquistas pour montrer leur dédication au club portugais.

#### Les ultras des Diabos Vermelhos 1982

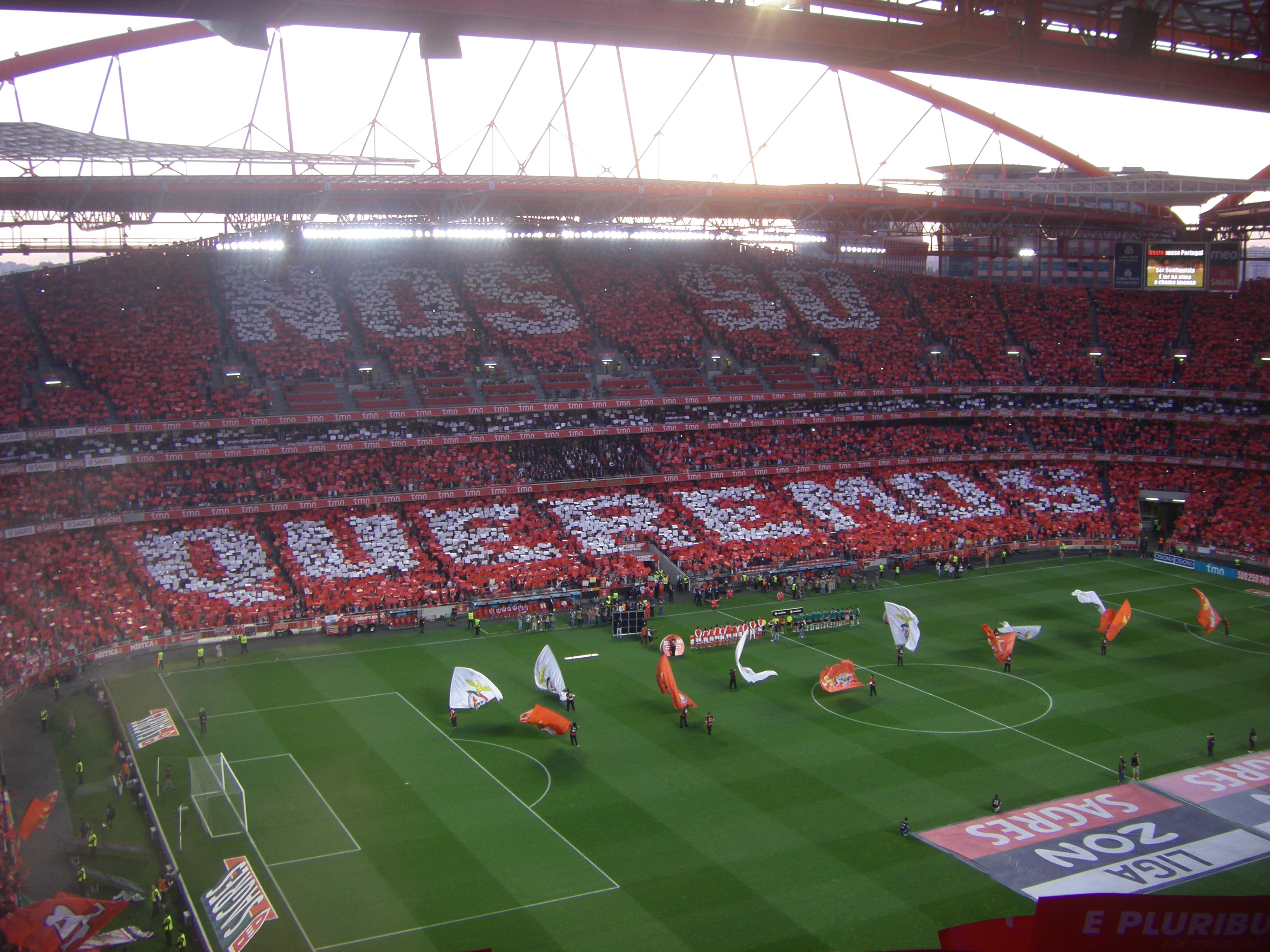
Tifo des supporters de Benfica

Les Diabos Vermelhos (Diables Rouges) constituent le plus ancien groupe ultra du Benfica. Il fut en effet fondé en 1982 et connut son apogée avec plus de 10 000 membres jusqu'au début des années 1990 où le groupe connut un énorme coup dur : de nombreuses tensions à l'intérieur du groupe menèrent à une division au sein même des Diabos qui vit à l'époque la création d'un nouveau groupe, les No Name Boys. Le groupe tomba alors à son plus bas dans les années 2010 avec une lourde répression policière et du gouvernement et ne compta pas plus d'une vingtaine de membres actifs.
Le groupe renaît à partir de l'année 2014, avec beaucoup de jeunes qui deviennent membres, et qui fondent par la même occasion un groupe au sein même du groupe "Nova Guarda" (Nouvelle garde) qui compte beaucoup de jeunes avec l'aide des anciens fidèles qui feront remonter le groupe.
Ils se font remarquer par leurs chants, leurs banderoles, leur devise Demasiado fieis para desisti (Trop fiers pour abandonner) et leurs drapeaux constamment agités lors des matchs.
Le groupe possède différents Nucléos (noyaux) de membres à travers le monde, notamment en Suisse, en France, en Allemagne, au Luxembourg ou encore en Angleterre.

#### No Name Boys 1992
(mars 2019).

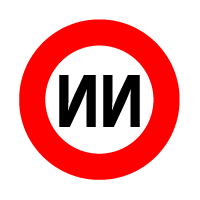
Logo des "No Names Boys" ou "NN"

Situé dans le Kop sud “Topo Sul, les premiers No Name Boys se firent remarquer à partir de mars 1992 avec près de 200 torches allumées lors de leur première apparition officielle dans l'Estádio da Luz. Avec une culture à la base italienne (ultra), le groupe introduit une culture plus anglaise style hooligans.
Aujourd’hui, le groupe se considère plus du mouvement anglais que des groupes ultras a l'italienne. Ce groupe fut créé à la suite d'une scission au sein même des Diabos Vermelhos, le premier groupe ultra de Benfica, tant et si bien que deux groupes portaient le même nom dans deux endroits différents du stade. Les « dissidents », désireux de garder la même mentalité mais ne pouvant porter le nom de Diabos Vermelhos, celui-ci ayant été enregistré par les dirigeants des Diabos Vermelhos, se retrouvèrent sans nom.

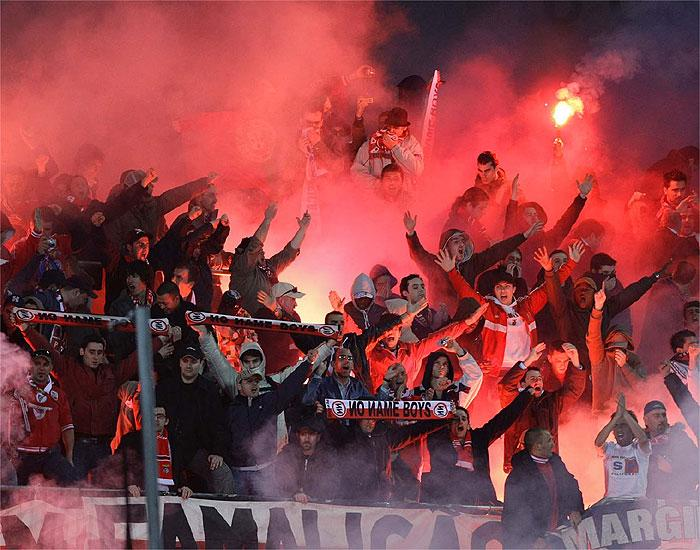
Des "No Names" lors du match de Ligue Europa contre Getafe en 2008

Les NNB est l'un des groupes de supporters les plus secrets car le groupe est considéré comme "illégal", les dirigeants et membres refusent toute politique des nouvelles lois d'enregistrement.
En effet depuis l'Euro 2004 organisé au Portugal, l'IPDJ (Institut Portugais du Sport et de la Jeunesse) a mis en place un système soi-disant obligatoire, d'enregistrement des groupes de supporters organisés. Cet enregistrement consiste à donner également toute information concernant le groupe, les identités de membres, les informations sur les déplacements. Les No Name Boys, tout comme les autres groupes d'Ultras du Benfica, ont refusé de s'enregistrer.
Les Benfiquistas sont pour la plupart des ultras conservateurs du football de "vieux style" et l'affirment. Ils communiquent, s'organisent, se déplacent par petit groupe (ce sont généralement des sections issues des groupes principaux) pour se faire plus discrets et échapper ainsi aux répressions de toute sorte et de grand nombre.
Du fait qu'aucune information du groupe ne soit distribuée au public, le nombre de membres et sympathisants est inconnu.
Comme les Diabos Vermelhos, les No Name Boys existent aussi dans d'autres pays notamment en France, en Suisse, au Luxembourg, en Allemagne, en Angleterre, aux Pays-Bas, en Belgique, aux États-Unis, au Canada, en Australie.
Le groupe a une amitié fraternelle avec la Torcida Split qui est le groupe d’ultras du club (Hajduk Split) en Croatie, ce groupe fait partie des plus redouté en Europe en termes de « hooligans » et est aussi l'un des plus grands groupes d’Europe grâce au nombres de membres. Cette amitié existe depuis 1994 et est une des plus belles et loyales dans le mouvement.
Niveau politique le groupe possède plusieurs petits groupes de droite et aussi de gauche mais refuse toute politique dans le groupe malgré la présence de skinheads mais aussi de personnes de couleurs. Le groupe s’est un peu assagi sur sa politique d’entrée après les années 90 où les skinheads et autre néonazi faisaient la loi. Désormais, le groupe ne veut plus de politique en tribune bien que le groupe soit côtoyé de prêt par l’extrême droite et des gens se revendiquant communistes. Beaucoup de bagarres ont eu lieu ces dernières années à cause de la politique entre skins et communistes ou gens de couleurs mais aussi à la suite de divergences au sein du groupe.
Les No Name Boys sont extrêmement présents au stade pour leur équipe de football, mais aussi pour différentes équipes du club et différents sports (futsal, basket, hockey, handball) mais aussi dans la rue où ses membres sont extrêmement actifs dans les différents mouvements (Casuals, Hooligans…)

### Rivalités

#### Rivalité avec le Sporting: le derby de Lisbonne
Benfica entretient une rivalité géographique avec le Sporting Clube de Portugal, l'autre grand club de la ville de Lisbonne dans le cadre du derby de Lisbonne.

#### Rivalité avec Porto:O Clássico
Benfica entretient une rivalité sportive avec le FC Porto, club principal de la deuxième ville du pays, dans le cadre du Clássico.